# Cher
Cherilyn Sarkisian (sinh ngày 20 tháng 5 năm 1946), thường được biết đến với nghệ danh Cher (/ʃɛr/), là một nữ ca sĩ, diễn viên và nhân vật truyền hình người Mỹ. Thường được giới truyền thông mệnh danh là "Nữ thần nhạc pop", bà được mô tả là hiện thân cho sự tự chủ của nữ giới trong một ngành công nghiệp do nam giới thống trị. Cher được biết đến với chất giọng nữ trầm truyền cảm và đã hoạt động trong nhiều lĩnh vực giải trí, cũng như áp dụng nhiều phong cách biểu diễn trong suốt sự nghiệp kéo dài sáu thập kỷ của mình.
Cher nổi tiếng vào năm 1965 với tư cách là một phần của bộ đôi folk rock Sonny & Cher sau khi bài hát "I Got You Babe" của họ đạt vị trí số một trên bảng xếp hạng Hoa Kỳ và Vương quốc Anh. Đến cuối năm 1967, họ đã bán được 40 triệu đĩa trên toàn thế giới. Bà bắt đầu sự nghiệp solo của mình vào năm 1966 với đĩa đơn "Bang Bang (My Baby Shot Me Down)". Bà trở thành nhân vật truyền hình vào những năm 1970 với chương trình CBS The Sonny & Cher Comedy Hour, được hơn 30 triệu khán giả theo dõi hàng tuần trong suốt ba năm hoạt động và Cher. Bà nổi lên như một người đi đầu trong xu hướng thời trang khi diện những bộ trang phục cầu kỳ trên các chương trình truyền hình của mình. Khi còn làm việc trên truyền hình, Cher đã khẳng định mình là một nghệ sĩ solo với các đĩa đơn quán quân Billboard Hot 100 của Mỹ "Gypsys, Tramps & Thieves", "Half-Breed" và "Dark Lady (bài hát) Dark Lady", trở thành nữ nghệ sĩ có số lượng đĩa đơn số một nhiều nhất lịch sử Hoa Kỳ vào thời điểm đó. Sau khi ly hôn với Sonny Bono vào năm 1975, cô trở lại với album disco Take Me Home (1979) và thu được 300.000 đô la một tuần cho buổi biểu diễn 1979-1982 ở Las Vegas.
Năm 1982, Cher ra mắt sân khấu Broadway trong vở kịch Come Back to the Five and Dime, Jimmy Dean, Jimmy Dean và đóng vai chính trong bộ phim chuyển thể của nó. Sau đó, bà nhận được nhiều lời khen ngợi từ giới phê bình cho màn thể hiện của bà trong các bộ phim như Silkwood (1983), Mask (1985), The Witches of Eastwick (1987) và Moonstruck (1987), bộ phim sau đó đã mang về cho bà giải Oscar cho nữ diễn viên chính xuất sắc nhất. Sau đó, bà trở lại sự nghiệp âm nhạc của mình với các album đậm chất rock Cher (1987), Heart of Stone (1989) và Love Hurts (1991), tất cả đều mang lại những đĩa đơn thành công như "I Found Someone", "If I Could Turn Back Time" và "Love and Understanding". Cher đóng góp vào nhạc phim cho bộ phim tiếp theo của bà, Mermaids (1990), bộ phim đã tạo ra đĩa đơn quán quân tại Vương quốc Anh "The Shoop Shoop Song (It's in His Kiss)". Cô ra mắt đạo diễn với một phân đoạn trong tuyển tập chủ đề phá thai If These Walls Could Talk (1996), bộ phim đã nhận được sự hoan nghênh rộng rãi của giới phê bình sau khi công chiếu trên HBO.
Với doanh thu 100 triệu bản, Cher là một trong những nghệ sĩ âm nhạc bán đĩa nhạc chạy nhất thế giới. Giải thưởng của bà bao gồm một giải Grammy, một giải Emmy, một giải Oscar, ba giải Quả cầu vàng, một giải Liên hoan phim Cannes, giải Biểu tượng Billboard, và các giải thưởng của Kennedy Center Honors và Hội đồng các nhà thiết kế thời trang Mỹ. Bà là nghệ sĩ duy nhất cho đến nay có đĩa đơn quán quân trên bảng xếp hạng Billboard trong sáu thập kỷ liên tiếp, từ những năm 1960 đến những năm 2010. Ngoài âm nhạc và diễn xuất, bà còn được chú ý nhờ quan điểm chính trị, sự hiện diện trên mạng xã hội, nỗ lực từ thiện và các hoạt động xã hội, bao gồm quyền LGBT và phòng chống HIV/AIDS.

## Cuộc đời và sự nghiệp

### 1946–61: Thời thơ ấu

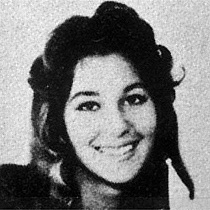
Cher khi còn ở trường trung học vào năm 1960

Cherilyn Sarkisian sinh ngày 20 tháng 5 năm 1946 tại El Centro, California. Cha của bà, John Sarkisian là một tài xế xe tải người Mỹ gốc Armenia gặp nhiều vấn đề về ma túy và cờ bạc, trong khi mẹ bà, Jackie Jean Crouch là một người mẫu và diễn viên bán thời gian, mang dòng máu Ireland, Anh, Đức và Cherokee. Cha của Cher hiếm khi ở nhà lúc bà còn bé và cả hai ly hôn khi bà mới 10 tháng tuổi. Mẹ bà sau đó kết hôn với diễn viên John Southall, người đã có một đứa con gái, Georganne Southall.
Khi chuyển đến Los Angeles, mẹ của Cher vừa bắt đầu nghiệp diễn xuất vừa làm việc như một bồi bàn. Bà đổi tên thành Georgia Holt và vào những vai nhỏ trên phim và truyền hình. Holt còn cho con gái mình tham gia nhiều vai quần chúng trong các chương trình truyền hình như The Adventures of Ozzie and Harriet. Holt kết thúc mối quan hệ cùng Southall năm Cher 9 tuổi, nhưng bà vẫn còn xem ông là cha mình và gợi nhớ Southall là một "người đàn ông tốt bụng, thường trở nên hung hăng lúc quá chén". Holt tiếp tục tái hôn và ly dị thêm nhiều lần nữa và di dời gia đình mình đến khắp nơi (bao gồm New York, Texas, và California). Họ thường sống trong cảnh túng thiếu và Cher nhớ mình từng phải dùng giày buộc lại bằng dây chun. Có lúc mẹ Cher phải bỏ bà lại ở cô nhi viện trong nhiều tuần lễ. Dù gặp nhau hằng ngày, hai mẹ con bà vẫn cảm thấy đau buồn.
Khi Cher vào lớp 5, bà trình bày một bài hát trong vở nhạc kịch Oklahoma! trước cả lớp. Bà tổ chức một nhóm nữ sinh, tự chỉ dẫn và biên đạo cho nhóm. Vì không thể thuyết phục các bạn nam tham gia, bà vào luôn vai nam và hát những bài hát của họ. Năm lên 9, giọng hát của bà trở nên trầm xuống. Cher lúc này yêu mến nhiều ngôi sao điện ảnh, Audrey Hepburn là hình mẫu của bà, phần lớn nhờ vai diễn trong Breakfast at Tiffany's (1961). Cher bắt đầu mặc nhiều trang phục độc đáo và bắt chước hành vi nhân vật của Hepburn. Bà thất vọng vì sự thiếu vắng những nữ diễn viên Hollywood tóc đen, hình tượng mà bà theo đuổi lúc bấy giờ. Cher muốn được nổi tiếng từ khi còn nhỏ nhưng lại cảm thấy bản thân không hấp dẫn và không có tài năng; bà sau này nói rằng "Tôi không thể nghĩ đến bất kỳ điều gì mình có thể làm được ... Tôi không muốn làm ca sĩ hay vũ công. Tôi chỉ nghĩ rằng, phải đấy, tôi sẽ nổi tiếng. Đó là mục tiêu của tôi."
Vào năm 1961, Holt kết hôn cùng quản lý ngân hàng Gilbert LaPiere, người đã nhận nuôi Cher (dưới cái tên Cheryl LaPiere) và Georganne. Ông đăng ký cho cả hai học tại trường tư thục Trung học Trù bị Montclair tại Encino, nơi nhận học sinh có xuất thân từ gia đình giàu có. Môi trường thượng lưu tại ngôi trường là một thách thức với Cher; nhà tiểu sử Connie Berman viết, "[bà] nổi bật so với những học sinh khác nhờ diện mạo đáng chú ý và tính cách sôi nổi." Một bạn học cũ của bà chia sẻ rằng "Tôi sẽ không bao giờ quên lần đầu gặp Cher. Bà ấy rất đặc biệt ... Bà lúc đó giống như một ngôi sao điện ảnh vậy ... Bà bảo mình sẽ trở thành một ngôi sao điện ảnh và chúng tôi biết bà ấy sẽ làm được." Dù không phải là một học sinh xuất sắc, Berman lại cho rằng Cher rất thông minh và sáng tạo. Bà đạt điểm cao, vượt trội trong lớp học tiếng Anh và tiếng Pháp. Khi trưởng thành, bà biết được mình mắc chứng khó đọc. Bà nổi tiếng vì những hành vi kỳ lạ: bà trình bày nhiều bài hát cho học sinh trong giờ ăn trưa và làm mọi người bất ngờ khi mặc áo hở sườn. Bà sau đó nhớ lại, "Tôi chưa từng thật sự chú tâm đến trường học. Tôi luôn nghĩ về lúc mình trưởng thành và nổi tiếng."

### 1962–65: Bứt phá thành công
Năm 16 tuổi, Cher dừng việc học, chuyển ra khỏi nhà mẹ bà và đến ở cùng một người bạn tại Los Angeles, nơi bà học lớp diễn xuất và tự làm việc để trang trải cuộc sống. Bà nhảy tại nhiều hộp đêm nhỏ gần khu Sunset Strip của Hollywood, nhằm giới thiệu mình đến nhiều nhà trình diễn và quản lý. Theo Berman, "[Cher] không ngần ngại tiếp xúc với bất kỳ ai mà bà nghĩ có thể giúp mình thành công, thực hiện một hợp đồng mới hay tham gia thử vai." Cher gặp Sonny Bono vào tháng 11 năm 1962 khi ông đang làm việc cho nhà sản xuất thu âm Phil Spector. Lúc đó, bạn của Cher dời đi và bà đồng ý làm quản gia cho Sonny. Sonny giới thiệu bà đến Spector, người tuyển bà làm ca sĩ hát bè cho nhiều bản thu âm, trong đó có "Be My Baby" của the Ronettes và "You've Lost That Lovin' Feelin'" của the Righteous Brothers. Spector sản xuất đĩa đơn đầu tay không mấy thành công của Cher, "Ringo, I Love You" khi bà thu âm dưới nghệ danh Bonnie Jo Mason.
Cher và Sonny trở thành bạn thân thiết và sau cùng là người tình, cùng nhau trình diễn trong lễ cưới của họ ở một căn phòng khách sạn tại Tijuana, Mexico vào tháng 10 năm 1964. Dù Sonny muốn biến Cher thành một nghệ sĩ đơn ca, bà lại động viên ông trình diễn cùng mình vì mắc chứng sợ sân khấu, thế nên ông bắt đầu theo bà ca hát. Cher giấu đi nỗi sợ hãi bằng cách nhìn Sonny trong lúc trình diễn; bà sau đó cho rằng mình hát đến mọi người thông qua ông ấy. Vào cuối năm 1964, họ hợp thành một cặp song ca mang tên Caesar & Cleo, phát hành nhiều đĩa đơn gặp thất bại như "Do You Wanna Dance?", "Love Is Strange" và "Let the Good Times Roll".
Cher ký kết cùng hãng Imperial của Liberty Records vào cuối năm 1964 và Sonny là nhà sản xuất của bà. Bà phát hành đĩa đơn "Dream Baby" dưới nghệ danh "Cherilyn", được nhận phát thanh tại Los Angeles. Imperial khích lệ Cher hợp tác với Sonny trong đĩa đơn thứ hai của bà cùng hãng thu âm, một phiên bản trình bày lại "All I Really Want to Do" của Bob Dylan, đạt hạng 15 tại Billboard Hot 100 Hoa Kỳ vào năm 1965. Trong lúc đó, the Byrds cũng phát hành một phiên bản riêng của bài hát này. Trong lúc cả hai ganh đua nhau trên các bảng xếp hạng đĩa đơn, hãng thu âm của the Byrds bắt đầu quảng bá bài hát mặt B trong đĩa đơn của ban nhạc này. Roger McGuinn từ the Byrds chia sẻ, "Chúng tôi yêu thích phiên bản của Cher ... Chúng tôi không muốn gây rắc rối. Thế nên chúng tôi chọn quảng bá bài hát khác." Cher phát hành album đầu tay All I Really Want to Do (1965), được Tim Sendra từ AllMusic mô tả là "một trong những bản thu âm folk-pop mạnh mẽ của kỷ nguyên", đạt hạng 16 trên Billboard 200.

### 1965–67: Tiếp tục thành công với Sonny and Cher

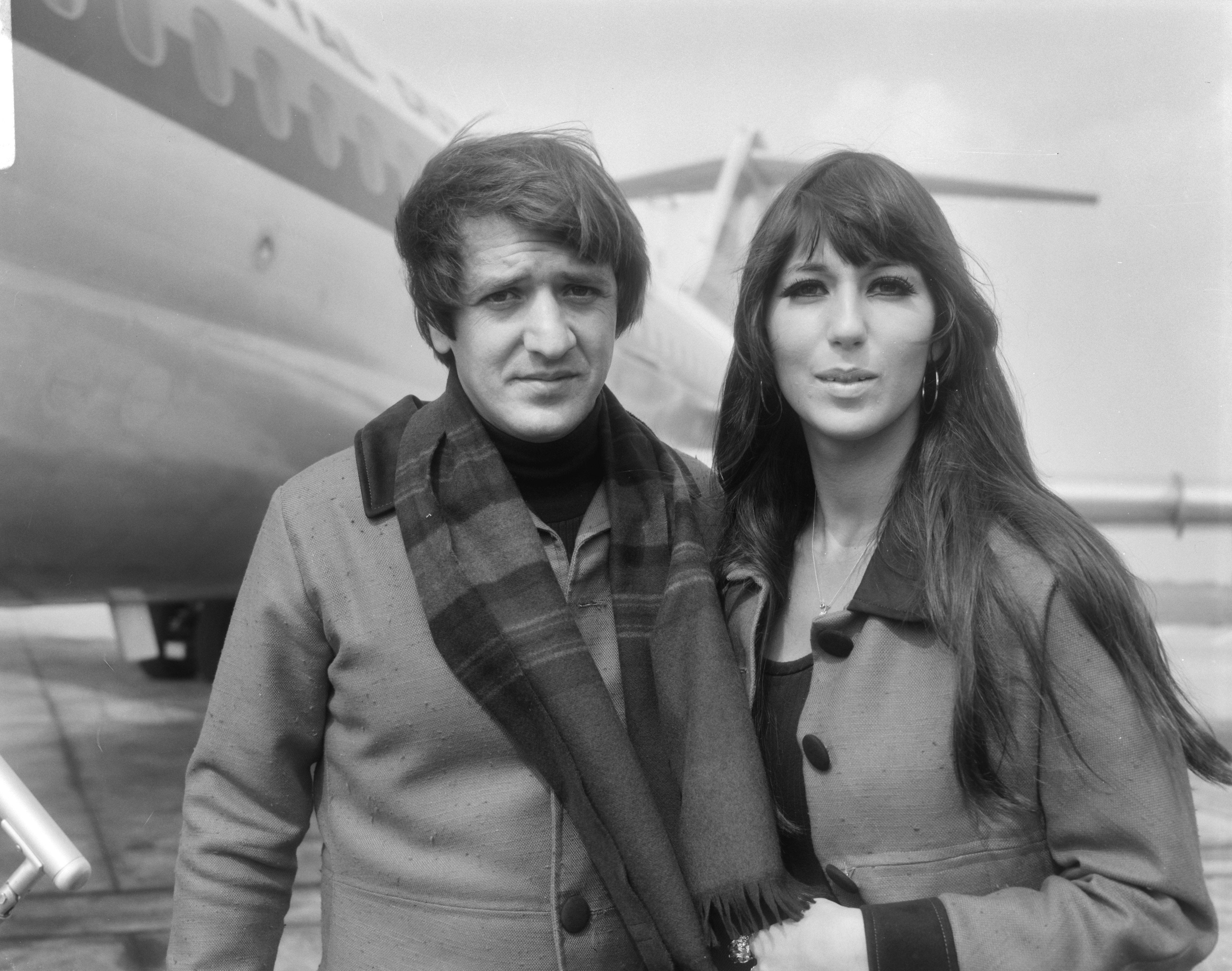
Sonny & Cher tại Sân bay Amsterdam Schiphol, 1966

Đầu năm 1965, Caesar và Cleo bắt đầu đổi tên thành Sonny & Cher. Sau khi thu âm "I Got You Babe", họ đến thăm Anh vào tháng 7 năm 1965 theo lời khuyên của the Rolling Stones; Cher nhớ lại, "[họ] bảo rằng ... người Mỹ không thật sự hiểu chúng tôi và nếu muốn thành công, chúng tôi phải đến Anh." Theo nhà văn Cintra Wilson, "nhiếp ảnh gia từ báo chí Anh tìm đến khi S&C bị đuổi khỏi London Hilton [vì phục trang của họ] ngay đêm họ vừa đặt chân đến—chỉ qua sáng hôm sau, họ đã là những ngôi sao. Luân Đôn trở nên náo loạn trước vẻ ngoài chưa từng thấy của S&C, mang lối phong cách mod hay rocker."
"I Got You Babe" dẫn đầu Billboard Hot 100 và trở thành "một trong những bài hát pop/rock được yêu mến và thành công nhất giữa thập niên 60"; Rolling Stone xếp ca khúc vào danh sách "500 bài hát vĩ đại nhất" vào năm 2003. Khi bài hát truất ngôi the Beatles tại bảng xếp hạng Anh Quốc, thiếu niên Anh bắt đầu mô phỏng lại phong cách thời trang của Sonny và Cher, như quần ống loe, quần sọc, áo phồng, dây kéo công nghiệp và áo ghi-lê lông thú. Khi trở lại Hoa Kỳ, cả hai xuất hiện tại nhiều chương trình teen-pop như Hullabaloo và Shindig! và hoàn thành một chuyến lưu diễn tại các khán đài lớn nhất Hoa Kỳ. Chương trình của họ thu hút nhiều người hóa trang thành Cher—"nhiều cô gái duỗi thẳng và nhuộm đen tóc, đi cùng những chiếc áo ghi-lê và quần ống loe". Cher sau đó mở rộng khả năng sáng tạo bằng việc thiết kế một dòng thời trang.
Album đầu tiên của Sonny và Cher, Look at Us (1965) ra mắt thông qua Atco Records của Atlantic Records, giữ vị trí thứ 2 trên Billboard 200 suốt 8 tuần, đứng sau Help! của the Beatles. Khi nhóm trở nên phổ biến hơn, họ cạnh tranh một cách thành công trước các hiện tượng British Invasion và Motown lúc bấy giờ. Sonny và Cher có 10 đĩa đơn đạt đến top 40 Billboard từ năm 1965 đến 1972, bao gồm các đĩa đơn top 5: "I Got You Babe", "Baby Don't Go", "The Beat Goes On", "All I Ever Need Is You" và "A Cowboy's Work Is Never Done". Họ từng sỡ hữu 5 bài hát trong top 50 vào thời điểm trên, san bằng kỷ lục của the Beatles và Elvis Presley. Đến cuối năm 1967, họ bán hơn 40 triệu đĩa thu âm trên toàn cầu và trở thành cặp đôi "thành công" của dòng nhạc rock, theo Ginia Bellafante của tạp chí Time.
Các sản phẩm tiếp theo của Cher giúp sự nghiệp đơn ca của bà bắt kịp với sự cộng tác cùng Sonny. The Sonny Side of Chér (1966) có phát hành bài hát "Bang Bang (My Baby Shot Me Down)", đạt hạng 2 tại Hoa Kỳ và là đĩa đơn đơn ca triệu bản đầu tiên của bà. Chér, cũng phát hành vào năm 1966, có xuất hiện sáng tác "Alfie" của Burt Bacharach và Hal David, được ghi nhận sử dụng trong bộ phim cùng tên của Mỹ vào năm 1966. Nhà tiểu sử Mark Bego miêu tả các bài hát trong With Love, Chér (1967) là "những câu chuyện soap-opera nhỏ nhắn trong bối cảnh nhạc rock", như đĩa đơn đạt top 10 Hoa Kỳ "You Better Sit Down Kids".

### 1967–70: Phản ứng dữ dội từ thế hệ trẻ và cuộc hôn nhân đầu tiên

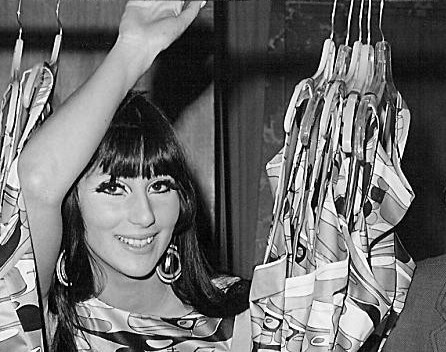
Cher trên phim trường chương trình The Man from U.N.C.L.E., 1967

Đến hết thập niên 1960, âm nhạc của Sonny và Cher bắt đầu giảm sút trên các bảng xếp hạng. Theo Berman, "những ban nhạc mang âm thanh ầm ĩ, nặng tai như Jefferson Airplane và Cream khiến âm nhạc của Sonny và Cher trở nên nhạt nhòa hơn." Cher sau này thổ lộ, "Tôi yêu mến âm nhạc của Led Zeppelin, Eric Clapton và những ban nhạc mang tiếng guitar điện. Về phần mình, tôi cũng muốn thay đổi cùng dòng chảy âm nhạc vì chúng làm tôi rất hứng thú. Nhưng Son[ny] lại không thích—mọi chuyện là thế đó." Lối sống chung thủy của cả hai vào lúc diễn ra cuộc cách mạng tình dục và hình tượng chống lại chất gây nghiện trong thời gian đỉnh điểm của văn hóa ma túy đã khiến họ dần bị giới trẻ Mỹ quên lãng. Theo Bego, "mặc cho là những nhà cách mạng trong trang phục phi giới tính, Sonny và Cher lại khá 'lơ đãng' về tình dục và ma túy." Để lấy lòng khán giả trẻ, họ sản xuất và tham gia trong bộ phim gặp thất bại về doanh thu, Good Times (1967).
Album tiếp theo của Cher, Backstage (1968) mang phong cách âm nhạc khác biệt, bao gồm Brazilian jazz và bối cảnh phản chiến, không đạt được thành công về thương mại. Vào năm 1969, bà bị sa thải khỏi Imperial Records. Sonny và Cher cũng chấm dứt hợp đồng cùng Atco; dù vậy, hãng vẫn muốn ký kết cùng Cher trong một album đơn ca. 3614 Jackson Highway (1969) được thu âm mà không được Sonny dẫn dắt, kết hợp nhiều thể nghiệm ở dòng nhạc soul; Mark Deming từ AllMusic khẳng định đây là "album hay nhất trong sự nghiệp của bà". Không hài lòng với album này, Sonny không cho phép Cher phát hành thêm đĩa thu âm nào cùng Atco.
Trong lúc đó, Sonny thường xuyên lừa dối Cher và mối quan hệ của họ bắt đầu rạn nứt vào cuối những năm 1960. Theo tạp chí People, "[Sonny] cố gắng một cách tuyệt vọng để giành lại bà ấy, bảo rằng ông muốn kết hôn và gầy dựng một gia đình." Họ kết hôn sau khi hạ sinh Chastity Bono (người sau này mang tên Chaz Bono) vào ngày 4 tháng 3 năm 1969. Cùng năm đó, cả hai chi trả 500.000 đô-la Mỹ và thế chấp ngôi nhà để thực hiện bộ phim Chastity. Do Sonny sáng tác và đạo diễn, phim kể về câu chuyện của một người phụ nữ trẻ, được Cher thủ vai, tìm kiếm giá trị của cuộc sống. Bộ phim nghệ thuật này gặp thất bại về doanh thu, khiến cả hai nợ 190.000 đô-la Mỹ cùng thuế truy thu. Dù vậy, nhiều nhà phê bình nhận thấy tiềm năng diễn xuất của Cher; Cue có viết rằng, "Cher mang một khí chất tuyệt vời đến mức khiến bạn quên đi lời thoại mình đang nghe."
Vào thời điểm đen tối nhất trong sự nghiệp, cặp đôi trình diễn tại một hộp đêm với âm thanh và phong cách mang tính phóng khoáng hơn. Theo nhà văn Cintra Wilson, "Màn trình diễn của nhóm chán nản đến mức khán giả bắt đầu la ó. Sau đó Cher đáp trả lại. Khi Sonny ... khiển trách Cher; bà cũng lên tiếng với Sonny". Vụ bê bối trở thành tâm điểm và thu hút nhiều người xem. Nhiều nhân viên từ đài truyền hình chú ý, giúp cả hai xuất hiện trong tư cách khách mời tại nhiều chương trình giờ vàng, nơi họ thể hiện một hình ảnh "mới mẻ, tinh tế và trưởng thành" hơn. Những chiếc đầm cắt ngắn quyến rũ trở thành trang phục trứ danh của Cher vào thời điểm này.

### 1971–74: Bứt phá sự nghiệp truyền hình, trở lại âm nhạc lần đầu tiên

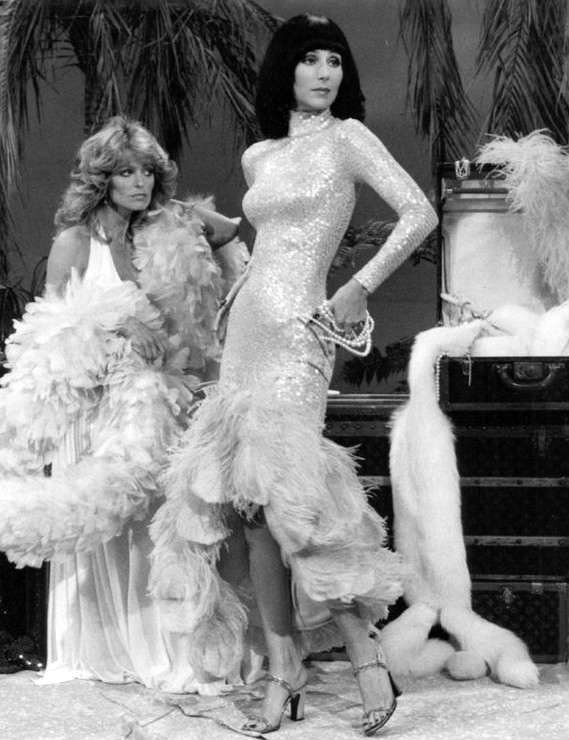
Cher (phải) cùng Farrah Fawcett trong The Sonny & Cher Comedy Hour

Nhà lập trình của đài CBS Fred Silverman đề nghị Sonny và Cher tham gia một chương trình truyền hình riêng sau khi chú ý đến họ trong The Merv Griffin Show vào năm 1971. The Sonny & Cher Comedy Hour mở màn dưới dạng một chương trình thay thế mùa hè vào ngày 1 tháng 8 năm 1971 với 6 tập. Nhờ đạt tỉ lệ người xem cao, cả hai trở lại vào tháng 12 cùng năm với một chương trình đầy đủ.
The Sonny & Cher Comedy Hour thu hút 30 triệu người xem mỗi tuần trong vòng 3 năm lên sóng, cùng nhiều phản hồi tích cực. Theo Berman, họ "toát lên vẻ ấm áp, vui tươi và quan tâm, giúp củng cố hình ảnh của mình. Người xem còn thích thú hơn khi Chastity xuất hiện trong chương trình. Họ trông như một gia đình hoàn hảo." Cher mài giũa khả năng diễn xuất trong nhiều vai hài kịch như bà nội trợ thô lỗ Laverne, cô hầu bàn mỉa mai Rosa và các nữ nhân vật cổ trang như Cleopatra và Miss Sadie Thompson. Những phục trang độc đáo của Cher là một phần gây chú ý của chương trình, mà phong cách của bà đã gây ảnh hưởng đến xu hướng thời trang thịnh hành những năm 1970.
Vào năm 1971, Sonny và Cher ký hợp đồng cùng hãng Kapp Records thuộc MCA Records, giúp Cher phát hành đĩa đơn "Classified 1A", kể về câu chuyện của một người lính bị mất máu đến chết tại Việt Nam. Sonny sáng tác bài hát này vì cảm thấy đĩa đơn đầu tay của bà cùng hãng thu âm phải thật sâu sắc và mới mẻ, nhưng đài phát thanh sau đó nhanh chóng từ chối phát bài hát do không mang tính thương mại. Vì ý định hồi sinh sự nghiệp song ca của Sonny bất thành, Kapp Records cử Snuff Garrett đến làm việc cùng họ. Ông sản xuất nên đĩa đơn đơn ca đạt hạng nhất đầu tiên của Cher tại Mỹ, "Gypsys, Tramps & Thieves". Theo nhà tiểu sử Mark Bego, điều này "chứng tỏ ... Garrett hiểu về chất giọng và tính cách của Cher khi là ca sĩ rõ hơn Sonny". Phát hành vào tháng 9 năm 1971, album Gypsys, Tramps & Thieves còn chứa đĩa đơn đạt top 10 Hoa Kỳ "The Way of Love", giúp Cher củng cố hình tượng của một nghệ sĩ thu âm.
Vào năm 1972, Cher phát hành album ballad Foxy Lady nhằm thể hiện sự phát triển về khả năng ca hát của bà, theo ghi nhận của Bego. Sau thời gian phát hành album, Garrett từ bỏ vị trí sản xuất sau khi thỏa thuận cùng Sonny về thể loại mà Cher nên thu âm. Theo lời đốc thúc của Sonny, Cher phát hành một album nhạc standard Bittersweet White Light (1973), gặp thất bại về doanh số. Cùng năm đó, tác giả Mary Dean mua lại cho Garrett "Half-Breed", một bài hát kể về con gái của một người mẹ gốc Cherokee và một người cha da trắng mà bà viết riêng cho Cher. Dù Cher không phải là khách hàng của Garrett vào thời điểm đó, ông vẫn cho rằng "đây sẽ là điểm sáng cho Cher và không thể thuộc về ai khác"; ông giữ lại bài hát trong suốt nhiều tháng cho đến khi đưa đến tay Cher. "Half-Breed" xuất hiện trong một album cùng tên và trở thành đĩa đơn đơn ca đạt quán quân tại Hoa Kỳ thứ hai của Cher. Cả album lẫn đĩa đơn này đều được chứng nhận đĩa Vàng bởi Hiệp hội Công nghiệp ghi âm Hoa Kỳ (RIAA). Đĩa đơn dẫn đầu tại Mỹ thứ ba của Cher là "Dark Lady" vào năm 1974, trích từ một album cùng tên. Cuối năm đó, bà cho ra mắt album Greatest Hits, mà theo tạp chí Billboard, đã giúp chứng tỏ bà là "một trong những người viết nhạc ăn khách bền bỉ nhất trong 5 năm trở lại đây", cũng như là "một siêu sao luôn bán được đĩa hát".
Giữa năm 1971 và 1973, sự nghiệp thu âm của Sonny và Cher được hồi sinh với 4 album thông qua Kapp Records và MCA Records: Sonny & Cher Live (1971), All I Ever Need Is You (1972), Mama Was a Rock and Roll Singer, Papa Used to Write All Her Songs (1973) và Live in Las Vegas Vol. 2 (1973). Cher sau này phát biểu về khoảng thời gian này: "Tôi có thể thực hiện cả một album ... trong vòng 3 ngày ... Chúng tôi lúc đó đang trên đường ... và làm chương trình the Sonny & Cher Show".

### 1974–79: Ly hôn, cuộc hôn nhân thứ hai và vắng bóng
Cher và Sonny gặp nhiều vấn đề về hôn nhân từ cuối năm 1972 nhưng họ vẫn xuất hiện cùng nhau đến năm 1974. "Công chúng vẫn nghĩ chúng tôi đang êm ấm," Sonny viết trong nhật ký vào thời điểm đó, "[và] đó là cách mà mọi chuyện phải diễn ra." Vào tháng 2 năm 1974, Sonny điền vào đơn ly thân, với lý do "những bất đồng không thể hòa giải". Một tuần sau, Cher phản đối bằng đơn ly hôn và cáo buộc Sonny tội "nô lệ cưỡng bách", khẳng định ông khấu trừ một khoản tiền của bà và tước đi phần tài sản hợp pháp của bà từ thu nhập của họ. Cả hai hầu tòa do tranh chấp tài sản và quyền nhận nuôi Chastity, mà sau cùng được trao cho Cher. Cuộc ly hôn của họ hoàn thành vào ngày 26 tháng 6 năm 1975. Vào năm 1974, Cher thắng giải Quả cầu vàng cho "Nữ diễn viên chính phim ca nhạc hoặc phim hài truyền hình xuất sắc nhất" với diễn xuất trong The Sonny & Cher Comedy Hour. Cùng năm đó, Sonny mở màn chương trình độc tấu trên ABC, The Sonny Comedy Revue với đội ngũ sản xuất từ The Sonny and Cher Show. Chương trình này kết thúc sau 13 tuần phát sóng.

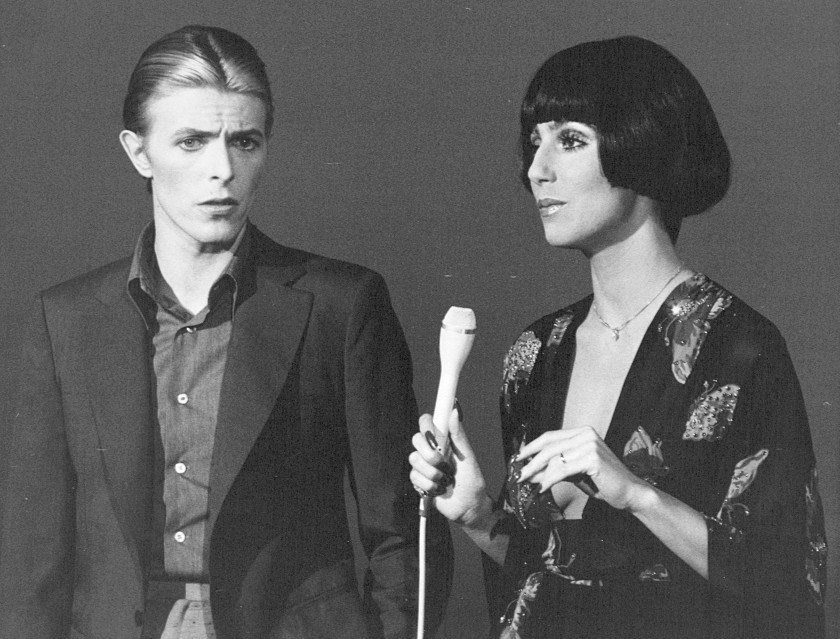
Cher trình diễn cùng David Bowie trong chương trình Cher, 1975

Trong thời gian ly hôn, Cher có mối quan hệ tình cảm kéo dài 2 năm cùng giám đốc thu âm David Geffen, người giải thoát bà khỏi hoạt động kinh doanh cùng Sonny, giúp bà làm việc độc quyền trong một công ty mà ông đảm nhận mang tên Cher Enterprises. Geffen còn đảm bảo cho Cher một hợp đồng trị giá 2.5 triệu đô-la Mỹ cùng Warner Bros. Records và bà bắt đầu thực hiện album đầu tiên cùng hãng vào năm 1975. Theo Bego, "ý định của họ là muốn [album này] khiến hàng triệu người hâm mộ trên toàn cầu nhìn nhận bà là một ngôi sao nhạc rock thực thụ, chứ không chỉ là một ca sĩ nhạc pop thông thường." Dù Cher cố gắng phát triển quãng giọng bằng việc lắng nghe nhiều nghệ sĩ như Stevie Wonder, Elton John, James Taylor, Carly Simon, Joni Mitchell và Bob Dylan, album Stars lại gặp thất bại về doanh thu lẫn phê bình. Janet Maslin từ The Village Voice viết rằng "Cher không phải là một ngôi sao rock and roll ... Hình tượng, chứ không phải âm nhạc, mới là yếu tố chính của Cher Bono trên đĩa nhạc lẫn TV." Album này từ đó được đánh giá cao và nằm trong số những tác phẩm hay nhất của bà.
Vào ngày 16 tháng 2 năm 1975, Cher trở lại sóng truyền hình với chương trình độc tấu trên CBS. Mang tên Cher, chương trình có sự góp mặt của nhiều khách mời đặc biệt như Flip Wilson, Elton John và Bette Midler. Chương trình do Geffen sản xuất, tập trung vào các nhạc phẩm, tiết mục độc thoại, hài kịch và dòng thời trang của Cher; đây là chương trình truyền hình hàng tuần có phục trang đa dạng nhất. Các đánh giá ban đầu đều là tích cực; Los Angeles Times khẳng định "Sonny thiếu đi Cher là một thảm họa. Ngược lại, Cher không có Sonny có thể là điều tuyệt nhất diễn ra đến truyền hình hàng tuần mùa này." Cher kéo dài chưa đến một năm, bị thay thế bằng một chương trình mới mà bà tái hợp một cách chuyên nghiệp cùng người chồng cũ Sonny; bà phát biểu, "tự mình đảm nhận một chương trình là điều quá sức của tôi."
Vào ngày 30 tháng 6 năm 1975, 4 ngày sau khi chính thức ly hôn Sonny, Cher kết hôn cùng nhạc sĩ rock Gregg Allman, người đồng sáng lập nên ban nhạc The Allman Brothers Band. Bà điền đơn ly dị chỉ 9 ngày sau đó vì các vấn đề về thuốc phiện và rượu của ông ta, nhưng họ đã hòa giải chỉ trong vòng 1 tháng. Họ có một người con trai, Elijah Blue vào ngày 10 tháng 7 năm 1976. Sonny và Cher tái hợp trong chương trình The Sonny and Cher Show, phát sóng trên CBS vào tháng 2 năm 1976—chương trình riêng đầu tiên của một cặp đôi đã ly hôn. Dù đạt tỉ lệ người xem cao trong tập mở màn, những trò đùa lăng mạ về cuộc ly dị của Cher và Sonny, lối sống ngông cuồng cùng mối quan hệ rắc rối với Allman của bà gây nên nhiều phản ứng tiêu cực từ công chúng, khiến chương trình bị hủy vào tháng 8 năm 1977.
Các album tiếp theo của Cher, I'd Rather Believe in You (1976) và Cherished (1977), đánh dấu sự trở lại ở dòng nhạc pop theo lời đề nghị của đội ngũ sản xuất hãng Warner, đều gặp thất bại về thương mại. Vào năm 1977, bà thu âm cùng Allman trong album song ca Two the Hard Way, được History gọi là "điều tệ hại nhất diễn ra trong sự nghiệp của cả hai". Mối quan hệ giữa họ chấm dứt sau khi phát hành album này và cuộc ly hôn hoàn thiện vào năm 1979. Đầu năm 1978, bà có 2 năm đến sống cùng Gene Simmons, thành viên ban nhạc Kiss. Cùng năm đó, bà đổi tên hợp pháp từ Cherilyn Sarkisian La Piere Bono Allman sang Cher, loại bỏ 4 họ mà bà đang giữ. Bà trở lại truyền hình giờ vàng cùng Cher... Special (1978) và Cher... and Other Fantasies (1979).

### 1979–82: Cuộc trở lại âm nhạc lần thứ hai

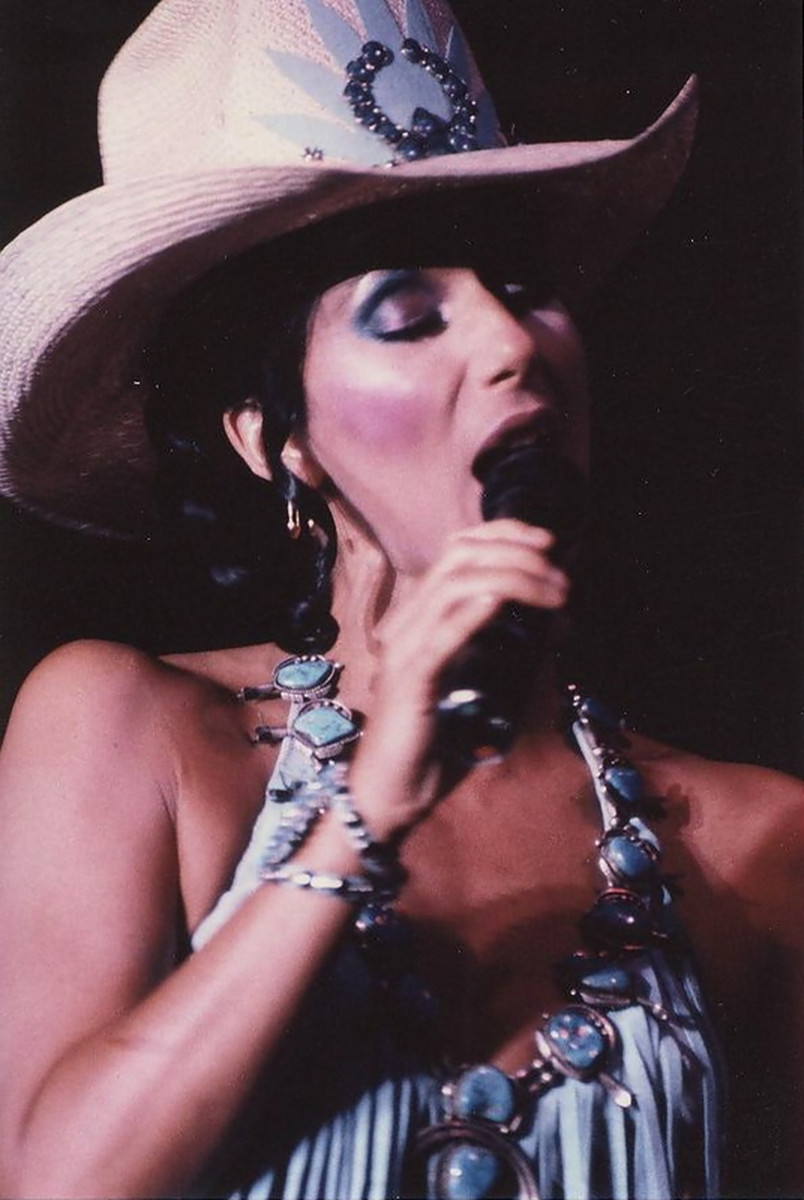
Cher đang trình diễn tại Las Vegas, 1981

Là người mẹ đơn thân với hai con, Cher nhận ra mình phải đưa ra quyết định về sự nghiệp âm nhạc. Bà tạm gác đi mong muốn trở thành một ca sĩ nhạc rock và ký kết hợp đồng với Casablanca Records, phát hành đĩa đơn "Take Me Home" và album cùng tên, tập trung vào phong cách disco. Cả hai ngay lập tức đạt thành công về thương mại, trở thành sản phẩm bán chạy nhất hơn nửa đầu năm 1979 và đạt chứng nhận Vàng bởi RIAA. Doanh số tăng cao của album này một phần được cho là nhờ ảnh bìa gợi cảm của Cher trong trang phục người Viking. Dù ban đầu Cher tỏ ra không mấy hứng thú đến dòng nhạc disco, bà đã thay đổi ý định sau khi đạt thành công, "Tôi chưa từng nghĩ mình muốn làm nhạc disco ... [nhưng] mọi chuyện thật tuyệt vời! Đó là loại nhạc hoàn hảo để nhún nhảy. Tôi nghĩ mọi người yêu thích thể loại nhạc sôi động như thế."
Nhờ sự phổ biến của Take Me Home, Cher lên kế hoạch trở lại dòng nhạc rock trong album kế tiếp, Prisoner (1979). Ảnh bìa của album cho thấy Cher bị xiềng xích như một "tù nhân của dư luận", gây nên nhiều tranh cãi từ nhiều nhóm chủ nghĩa nữ quyền vì cho rằng bà miêu tả hình ảnh của một nô lệ tình dục. Album mang hơi hướng rock này khiến các bài hát disco trở nên vô vị và dẫn đến thất bại về doanh số. Prisoner phát hành đĩa đơn "Hell on Wheels", xuất hiện trong nhạc phim Roller Boogie. Bài hát khai thác phong cách roller-skating và góp phần vào sự phổ biến của nó.
Vào năm 1980, bà sáng tác đĩa thu âm disco cuối cùng, "Bad Love" cùng nhà sản xuất thu âm người Ý Giorgio Moroder, cho bộ phim Foxes. Bà thành lập ban nhạc rock Black Rose cùng năm đó với người tình là tay guitar Les Dudek. Dù Cher là ca sĩ chính, bà không phải là người trả tiền cao nhất vì mong muốn mọi thành viên đều được bình đẳng. Từ khi trình diễn cùng ban nhạc, bà lấy punk rock làm phong cách chính và cắt đi mái tóc dài trứ danh của mình. Dù xuất hiện trên truyền hình, ban nhạc này không thể giành được một chân tại các chương trình hòa nhạc. Album của họ, Black Rose nhận nhiều phản hồi tiêu cực; Cher chia sẻ với Rolling Stone, "Giới phê bình chê trách chúng tôi, mà không chỉ trích bản thu âm. Họ chỉ nhắm đến tôi. Họ cứ cho rằng, 'Sao Cher dám hát nhạc rock & roll?'" Trong thời gian này, Cher còn tham gia một chương trình cố định tại Las Vegas, thu về 300.000 đô-la Mỹ mỗi tuần. Ban nhạc Black Rose giải thể năm 1981. Năm đó, bà phát hành một bản song ca cùng Meat Loaf mang tên "Dead Ringer for Love", đạt hạng 5 trên UK Singles Chart và được Donald A. Guarisco của AllMusic gọi là "một trong những bài song ca rock gây cảm hứng nhất thập niên 1980". Vào năm 1982, Columbia Records phát hành album I Paralyze; Bego sau này nhìn nhận đây là "album đơn ca mạnh mẽ và vững vàng nhất [của Cher] trong nhiều năm liền", dù đạt lượng doanh số ít ỏi.

### 1982–87: Bứt phá sự nghiệp điện ảnh
Khi doanh số album và đĩa đơn tụt giảm dần, Cher quyết định chuyển sang phát triển sự nghiệp diễn xuất. Dù trước đây từng mong muốn dấn thân vào ngành điện ảnh, bà chỉ tham gia hai bộ phim được đánh giá cao nhưng gặp thất bại về thương mại, Good Times và Chastity, trong khi Hollywood chưa nhìn nhận bà là một nữ diễn viên thực thụ. Cher dời đến New York vào năm 1982 để tham gia khóa học diễn xuất cùng Lee Strasberg, nhà sáng lập của Actors Studio, nhưng dự án này chưa từng diễn ra sau khi bà thay đổi dự định. Bà được đạo diễn Robert Altman tuyển vào vai một thành viên của câu lạc bộ yêu mến James Dean trong vở Broadway Come Back to the Five and Dime, Jimmy Dean, Jimmy Dean. Năm đó, Altman tiếp tục nhận bà vào phim điện ảnh chuyển thể cùng tên. Cher cho rằng Altman chính là người dẫn dắt sự nghiệp diễn xuất của mình: "Nếu không có Bob [Robert Altman] thì chắc tôi sẽ không có sự nghiệp điện ảnh nào cả. Mọi người bảo ông đừng chọn tôi ... tôi nghĩ rằng Bob là người duy nhất đủ dũng cảm để thực hiện điều đó."
Đạo diễn Mike Nichols, người nhìn thấy Cher trong vở Jimmy Dean, đã mời bà vào vai Dolly Pelliker, đồng nghiệp và bạn cùng phòng của Meryl Streep trong bộ phim Silkwood. Khi phim ra mắt năm 1983, công chúng vẫn còn nghi ngờ khả năng diễn xuất của Cher. Bà vẫn còn nhớ khi nghe tiếng khán giả cười nhạo lúc tên mình hiện lên ở buổi công chiếu phim. Với vai diễn này, Cher giành chiến thắng Giải Quả cầu vàng cho "Nữ diễn viên điện ảnh phụ xuất sắc nhất".
Vào năm 1985, Cher thành lập một công ty sản xuất phim mang tên Isis. Bộ phim tiếp theo của bà, Mask (1985) vươn đến vị trí Á quân tại các phòng vé, trở thành phim đạt thành công về chuyên môn lẫn thương mại đầu tiên của bà ở cương vị diễn viên chính. Với vai diễn của một bà mẹ nghiện ma túy, bà giành giải thưởng Liên hoan phim Cannes cho "Nữ diễn viên xuất sắc nhất". Trong lúc thực hiện bộ phim này, bà có nhiều xung đột với đạo diễn Peter Bogdanovich. Cher đến dự giải Oscar lần thứ 58 trong trang phục lấy cảm hứng từ loài nhện tarantula. Vụ việc được chú ý rộng rãi.
Đến năm 1987, Cher gây chú ý bởi lối sống gây tranh cãi, bao gồm việc xăm mình, giải phẫu thẩm mỹ, phong cách thời trang hở hang và những mối tình với đàn ông trẻ tuổi. Bà có mối quan hệ tình cảm với diễn viên Val Kilmer, Eric Stoltz và Tom Cruise, cầu thủ khúc côn cầu Ron Duguay, đạo diễn Josh Donen, tay guitar Richie Sambora từ Bon Jovi và Rob Camilletti, một người thợ làm bánh vòng mới 18 tuổi mà bà hẹn hò từ năm 1986 đến 1989.

### 1987–92: Tiếp tục thành công và trở lại âm nhạc lần thứ ba
Cher xuất hiện trong 3 bộ phim vào năm 1987. Trong Suspect, bà đóng vai một luật sư tư nhân có tình cảm với Bồi thẩm viên trong lúc giúp đỡ một vụ giết người. Cùng với Susan Sarandon và Michelle Pfeiffer, bà vào vai một trong 3 người phụ nữ đã ly hôn ở một khu phố nhỏ tại New England trong bộ phim kinh dị hài The Witches of Eastwick. Trong Moonstruck, bộ phim hài kịch lãng mạn của Norman Jewison, Cher hóa thân thành một góa phụ người Ý phải lòng với em trai của hôn phu mình. Vai diễn này giúp bà đoạt giải Oscar cho "Nữ diễn viên chính xuất sắc nhất" và giải Quả cầu vàng cho "Nữ diễn viên phim ca nhạc hoặc phim hài xuất sắc nhất". Đến năm 1988, Cher trở thành một trong những nữ diễn viên được khen ngợi và sinh lời nhất thập niên, có thể yêu cầu 1 triệu đô-la Mỹ cho một bộ phim. Năm đó, bà phát hành dòng nước hoa Uninhibited, đạt doanh thu 15 triệu đô-la Mỹ trong năm đầu lên kệ.

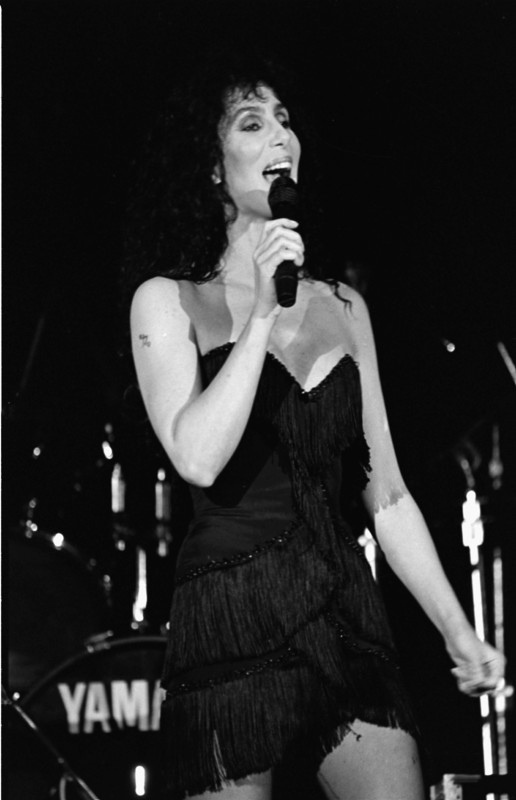
Cher trình diễn trong đêm nhạc từ thiện Elizabeth Glaser Pediatric AIDS Foundation, 1989

Vào năm 1987, Cher ký kết cùng Geffen Records và hồi sinh sự nghiệp ca hát; nhà phê bình âm nhạc Johnny Danza và Dean Ferguson gọi giai đoạn này cho ra mắt "một loạt bài hát ăn khách ấn tượng nhất của bà cho đến nay", cho thấy bà là một "nhạc sĩ rock and roll thực thụ ... danh hiệu mà bà phải lao động vất vả để giành được". Michael Bolton, Jon Bon Jovi, Desmond Child và Richie Sambora sản xuất album đầu tiên của bà với hãng Geffen, Cher đạt chứng nhận Bạch kim bởi RIAA. Album ra mắt bài hát rock ballad "I Found Someone", là đĩa đơn đạt top 10 Hoa Kỳ đầu tiên của bà trong suốt hơn 8 năm.
Album phòng thu thứ 19 của Cher, Heart of Stone (1989) 3 lần đạt chứng nhận Bạch kim bởi RIAA. Video âm nhạc của đĩa đơn thứ 2, "If I Could Turn Back Time" gây nhiều tranh cãi khi có cảnh Cher trình diễn trên Tàu hải quân, đứng giữa một khẩu pháo và mặc một chiếc quần dây để lộ hình xăm ở vòng ba. Bài hát dẫn đầu bảng xếp hạng tại Úc trong 7 tuần, đạt hạng 3 trên Billboard Hot 100 và là một trong những đĩa đơn thành công nhất của Cher. Tại Giải Sự lựa chọn của Công chúng năm 1989, Cher giành giải "Nữ ngôi sao được yêu thích nhất". Bà mở màn chuyến lưu diễn Heart of Stone Tour vào năm 1990. Hầu hết các nhà phê bình yêu thích tính hoài niệm và hình ảnh của Cher trong đêm nhạc. Một chương trình truyền hình đặc biệt Cher at the Mirage (1991) được ghi hình trong buổi hòa nhạc tại Las Vegas.
Ở bộ phim đầu tiên của bà trong suốt 3 năm, Mermaids (1990), Cher tri ân đến mẹ mình trong câu chuyện về một người phụ nữ cùng hai con gái di chuyển khắp nơi vào đoạn cùng của một cuộc hôn nhân. Bà xung đột với hai đạo diễn đầu tiên của phim, Lasse Hallström và Frank Oz, người sau đó được thay thế bằng Richard Benjamin. Các nhà sản xuất cũng cho phép bà tham gia kiểm soát sáng tạo cho bộ phim. Mermaids đạt doanh thu vừa phải và nhận nhiều phản hồi trái chiều. Một trong hai bài hát Cher thu âm trong nhạc phim, "The Shoop Shoop Song (It's in His Kiss)" dẫn đầu UK Singles Chart trong 5 tuần lễ.
Album phòng thu cuối cùng của Cher cùng Geffen Records, Love Hurts (1991), đứng hạng nhất tại Anh Quốc trong 6 tuần và xuất bản đĩa đơn lọt vào top 10 ở khu vực này, "Love and Understanding". Album đạt chứng nhận đĩa Vàng bởi RIAA. Những năm sau này, Cher vẫn xem "những năm thành công" ở Geffen là thời gian đặc biệt quan trọng với bà, "vì lúc đó tôi được thực hiện những bài hát tôi thật sự yêu thích ... những bài hát đại diện cho tôi và chúng rất nổi tiếng!" Bà phát hành quyển sách tập thể dục Forever Fit vào năm 1991, cùng video thể hình CherFitness: A New Attitude và CherFitness: Body Confidence vào năm 1992. Bà mở đầu Love Hurts Tour vào năm 1992. Năm đó, album tổng hợp phát hành riêng tại Anh Quốc, Greatest Hits: 1965–1992 đứng đầu tại khu vực này trong 7 tuần. Album phát hành 3 bài hát mới: "Oh No Not My Baby", "Whenever You're Near" và "Many Rivers to Cross".

### 1992–97: Gặp khó khăn và đạo diễn đầu tay
Trong thời gian ghi hình Mermaids, Cher từ chối nhiều vai chính trong những bộ phim như The War of the Roses và Thelma & Louise. Theo Berman, "Sau thành công của Moonstruck, bà lo lắng về bước tiếp theo đến mức quá thận trọng." Đầu thập niên 1990, bà mắc phải virus Epstein–Barr phát triển thành hội chứng mệt mỏi kinh niên, khiến bà kiệt sức trước sự nghiệp âm nhạc và điện ảnh. Vì cần tiền và không đủ sức khỏe để thực hiện những dự án khác, bà tham gia nhiều quảng cáo dài về các sản phẩm sức khỏe, làm đẹp và giảm cân, mang về cho bà gần 10 triệu đô-la Mỹ. Saturday Night Live châm biếm lại những tiết mục quảng cáo của bà và các nhà phê bình cho rằng sự nghiệp diễn xuất của bà đã chấm dứt. Cher chia sẻ cùng Ladies' Home Journal, "Bỗng dưng tôi trở thành Nữ hoàng quảng cáo và mọi người dường như chỉ tập trung vào chuyện đó hơn là những dự án khác của tôi."
Cher xuất hiện trong hai bộ phim của Robert Altman, The Player (1992) và Prêt-à-Porter (1994). Trong năm 1994, bà bắt đầu kinh doanh đặt hàng bằng thư thông qua công ty Sanctuary, bán những sản phẩm mang chủ đề Gothic và trình bày phiên bản rock của "I Got You Babe" trong loạt phim hoạt hình của MTV Beavis and Butt-head. Cùng với Chrissie Hynde, Neneh Cherry và Eric Clapton, bà dẫn đầu UK Singles Chart vào năm 1995 trong đĩa đơn từ thiện "Love Can Build a Bridge". Cuối năm đó, bà ký kết cùng hãng WEA của Warner Music UK và phát hành album It's a Man's World (1995), lấy ý tưởng trình bày lại những bài hát của nghệ sĩ nam theo quan điểm của một người phụ nữ. Hầu hết các nhà phê bình phản ứng tích cực trước album với những ảnh hưởng từ R&B và một số cho rằng giọng hát của bà đã được cải thiện. Stephen Holden của The New York Times viết rằng "Từ quan điểm nghệ thuật, tập hợp những bài hát pop trưởng thành đầy tình cảm này... là điểm sáng trong sự nghiệp thu âm của bà." It's a Man's World vươn đến hạng 20 trên UK Albums Chart và ra mắt đĩa đơn đạt top 10 tại Anh Quốc "One by One". Các bài hát này được loại bỏ giai điệu rock và phối lại trong lần xuất bản tại Mỹ, album đạt hạng 64 trên Billboard 200.
Vào năm 1996, Cher vào vai vợ của một doanh nhân, người thuê sát thủ để giết bà trong bộ phim hài kịch đen Faithful do Chazz Palminteri biên kịch. Dù phim nhận nhiều phản hồi tiêu cực, vai diễn của Cher lại được khen ngợi; Janet Maslin từ The New York Times viết rằng bà "tìm được thế mạnh trong vai nạn nhân." Cher cho rằng bộ phim "kinh khủng" và từ chối quảng bá nó. Bà lần đầu đạo diễn trong một phần liên quan đến vấn đề phá thai của If These Walls Could Talk (1996), nơi bà cũng vào vai một bác sĩ tư vấn. Đây là chương trình HBO gốc đạt tỉ lệ đạt người xem cao nhất và thu hút 6.9 triệu lượt theo dõi. Âm nhạc của bà xuất hiện phần lớn trong tập "The Post-Modern Prometheus" của loạt phim truyền hình The X-Files, lên sóng vào tháng 11 năm 1997. Được viết riêng cho Cher, tập phim có nội dung liên quan đến vai diễn của bà trong Mask.

### 1998–2000: Sonny Bono qua đời, trở lại âm nhạc lần thứ tư

Ngôi sao của Sonny và Cher trên Đại lộ Danh vọng Hollywood

Sau khi Sonny Bono qua đời trong một vụ tai nạn trượt tuyết vào năm 1998, Cher có đến dự lễ tang của ông và đọc một bài điếu văn đầy cảm động, gọi ông là "nhân vật khó quên nhất" mà bà từng gặp. Bà tưởng nhớ đến ông khi chủ trì tập chương trình đặc biệt Sonny & Me: Cher Remembers, phát sóng trên đài CBS vào ngày 20 tháng 5 năm 1998. Tháng đó, Sonny và Cher nhận được một ngôi sao trên Đại lộ Danh vọng Hollywood cho thành tựu về truyền hình. Cher cũng phát hành quyển The First Time, một tuyển tập tự truyện về những sự kiện "lần đầu tiên" trong đời bà; các nhà phê bình đánh giá cao khía cạnh giản dị và thông thái của bà. Dù bản chép tay gần như hoàn thành khi Sonny qua đời, bà không thể quyết định có nên đề cập đến cái chết của ông trong quyển sách hay không; bà sợ bị chỉ trích vì lợi dụng sự kiện này. Bà sau đó chia sẻ cùng Rolling Stone, "Tôi chẳng thể làm ngơ được, đúng không? Tôi có thể bỏ ngỏ nếu quan tâm người khác nghĩ gì hơn là biết những gì mình đang làm là đúng hay sai." 
Album phòng thu thứ 22 của Cher, Believe (1998) đánh dấu sự thay đổi về phong cách âm nhạc, với những bài hát dance-pop của "thời kỳ disco"; Cher chia sẻ, "Không phải vì tôi nghĩ đây là một album của thập niên 70 ... nhưng tôi lại yêu thích chủ đề xuyên suốt trong album này." Believe đạt 3 lần chứng nhận Bạch kim bởi RIAA, tiếp tục giành thêm nhiều chứng nhận khác tại 39 quốc gia và bán hơn 20 triệu bản trên toàn cầu. Bài hát chủ đề của album này dẫn đầu tại hơn 23 quốc gia và vượt ngưỡng 10 triệu bản trên toàn thế giới. Đây là bản thu âm bán chạy nhất lần lượt vào năm 1998 và 1999 tại Anh Quốc và Hoa Kỳ, đồng thời là đĩa đơn thành công nhất của Cher cho đến nay. "Believe" đứng đầu UK Singles Chart trong 7 tuần, là đĩa đơn bán chạy nhất mọi thời đại bởi một nữ nghệ sĩ tại khu vực Anh Quốc, với 1.7 triệu bản đã tiêu thụ tính đến tháng 11 năm 2013. Bài hát còn chiếm ngôi quán quân tại Billboard Hot 100 trong 4 tuần, chạm mốc 1.8 triệu bản ở Mỹ, tính đến tháng 12 năm 1999. Đĩa đơn này giúp Cher giành được một giải Grammy cho "Thu âm nhạc dance xuất sắc nhất".
Vào tháng 1 năm 1999, Cher trình bày "The Star-Spangled Banner" tại Super Bowl XXXIII. Hai tháng sau, bà hát tại chương trình đặc biệt VH1 Divas Live 2, thu hút 19.4 triệu người xem. Theo VH1, đây là chương trình phổ biến và được theo dõi nhiều nhất trong lịch sử mạng truyền hình, khi sự xuất hiện của Cher là "yếu tố lớn làm nên thành công này." Trong thời gian đạt thành công cùng "Believe", hãng thu âm Geffen Records phát hành album tổng hợp If I Could Turn Back Time: Cher's Greatest Hits (1999), có chứa bài hát chưa từng được phát hành "Don't Come Cryin' to Me". Album đạt chứng nhận Vàng bởi RIAA. Chuyến lưu diễn Do You Believe? diễn ra từ năm 1999 đến 2000, bán cháy vé tại mọi thành phố mà chương trình lên lịch ở Hoa Kỳ, với tổng khán giả toàn cầu đạt 1.5 triệu người. Một chương trình đặc biệt của chuyến lưu diễn, Cher: Live in Concert - From the MGM Grand in Las Vegas (1999), trở thành chương trình gốc của đài HBO đạt tỉ lệ người xem cao nhất trong năm 1998–99, tiếp cận đến khoảng 33 triệu hộ gia đình. Vào tháng 11 năm 1999, Cher ra mắt một album tổng hợp khác The Greatest Hits, chạm mốc 3 triệu bản bên ngoài khu vực Bắc Mỹ, tính đến tháng 1 năm 2000.
Cher được tạp chí Billboard vinh danh là nghệ sĩ nhạc dance số 1 vào năm 1999. Tại giải thưởng Âm nhạc Thế giới, bà giành giải Huyền thoại cho "những đóng góp lâu dài đến ngành công nghiệp âm nhạc". Bộ phim tiếp theo của Cher, Tea with Mussolini (1999) của đạo diễn Franco Zeffirelli, nhận nhiều đánh giá trái chiều, nhưng vai diễn của bà lại được khen ngợi; một tác giả từ Film Comment viết rằng, "Cher là một ngôi sao. Là vì, bà sử dụng mánh khóe của một ngôi sao điện ảnh, vừa nhập vai, vừa khiến cho bạn không bao giờ quên được: đó chính là Cher."
Hầu hết album Not.com.mercial (2000) được Cher sáng tác sau khi bà tham dự một diễn đàn tác giả vào năm 1994. Khi album này bị hãng đĩa từ chối vì không có khả năng thương mại, bà quyết định bán nó trên trang mạng của mình. Trong bài hát "Sisters of Mercy", Cher gọi những nữ tu Công giáo từng chăm sóc khi bà còn nhỏ là những kẻ "tàn độc, nhẫn tâm và độc ác" vì giữ bà lại một khoảng thời gian dài trong cô nhi viện, sau khi mẹ bà muốn đón con gái mình về; lãnh đạo nhà thờ cũng nhanh chóng đưa ra lời tố cáo.

### 2001–13: Lưu diễn thành công và trở lại điện ảnh

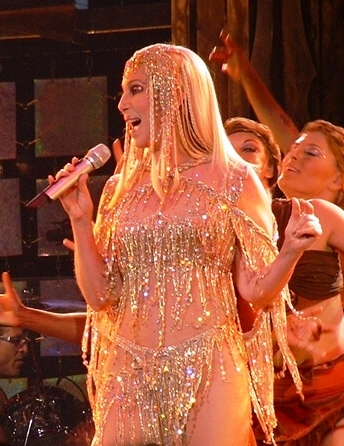
Cher trình diễn tại Living Proof: The Farewell Tour vào năm 2004

Sản phẩm mang hơi hướng dance được mong đợi của Cher sau Believe, Living Proof (2001) mở đầu Billboard 200 ở vị trí thứ 9. Album bao gồm đĩa đơn đạt top 10 tại Anh Quốc "The Music's No Good Without You" và bài hát dành tặng "những công dân dũng cảm của New York" sau sự kiện ngày 11 tháng 9, "Song for the Lonely". Vào tháng 5 năm 2002, bà trình bày trong đêm nhạc từ thiện VH1 Divas Las Vegas. Tại lễ trao giải Billboard Music Awards 2002, bà giành giải "Nghệ sĩ Dance/Club Play của năm" và được Steven Tyler trao tặng giải Thành tựu nghệ sĩ vì "giúp định hình lại âm nhạc đại chúng với thành công rực rỡ trên các bảng xếp hạng Billboard". Năm đó, ước tính tài sản của bà đã chạm mốc 600 triệu đô-la Mỹ.
Vào tháng 6 năm 2002, Cher mở màn Living Proof: The Farewell Tour, được bà thông báo là chuyến lưu diễn trực tiếp cuối cùng trong sự nghiệp, dù vẫn hứa sẽ tiếp tục thu âm và làm phim. Chương trình ghi lại những khoảnh khắc thành công trong sự nghiệp âm nhạc, truyền hình và điện ảnh của bà, xuất hiện nhiều video từ thập niên 1960 trở đi và kết hợp dàn dựng ảnh nền. Từ 49 đêm nhạc dự kiến, chuyến lưu diễn toàn cầu được mở rộng nhiều lần. Đến tháng 10 năm 2003, đây là chuyến lưu diễn thành công nhất bởi một nữ nghệ sĩ, thu về 145 triệu đô-la Mỹ từ 200 chương trình và phục vụ 2.2 triệu khán giả. Một tập hợp các bài hát trực tiếp từ chuyến lưu diễn được phát hành trong album Live! The Farewell Tour (2003). Một chương trình đặc biệt khác mang tên Cher - The Farewell Tour (2003) của đài NBC thu hút 17 triệu người xem. Đây là tỉ lệ cao nhất cho một chương trình hòa nhạc đặc biệt trên mạng lưới truyền hình vào năm 2003 và giúp Cher giành giải Primetime Emmy cho "Chương trình tạp kỹ, âm nhạc hoặc hài kịch nổi bật".
Sau khi rời khỏi Warner UK vào năm 2002, Cher ký kết một hợp đồng toàn cầu với bộ phận tại Hoa Kỳ của Warner Bros. Records vào tháng 9 năm 2003. The Very Best of Cher (2003), album tuyển tập toàn bộ sự nghiệp của bà, đạt hạng 4 trên Billboard 200 và 2 lần được chứng nhận Bạch kim bởi RIAA. Bà châm biếm hình tượng công chúng của chính mình trong phim hài Stuck on You (2003) của anh em nhà Farrelly. Chuyến lưu diễn Farewell Tour kéo dài 326 ngày, kết thúc vào năm 2005, trở thành một trong những chương trình lưu diễn thành công nhất mọi thời đại, phục vụ hơn 3.5 triệu khán giả và thu về 250 triệu đô-la Mỹ. Vào năm 2008, bà bắt đầu 3 năm trình diễn cố định tại the Colosseum at Caesars Palace, Las Vegas, với số tiền ước tính 60 triệu đô-la Mỹ mỗi năm với 200 đêm diễn. Mang tựa đề Cher, dàn dựng chương trình bao gồm nhiều video nghệ thuật và kỹ xảo đặc biệt, kết hợp thiết kế bối cảnh, 14 vũ công, 4 vũ công trên không và hơn 20 lần thay đổi phục trang.
Cher trở lại điện ảnh trong bộ phim ca nhạc Burlesque (2010), vào vai một bà chủ hộp đêm với nhiều người trẻ tài năng tại Hollywood. một trong số 2 bài hát bà thu âm cho album nhạc phim, bản ballad "You Haven't Seen the Last of Me", đạt hạng nhất Billboard Dance Club Songs vào tháng 1 năm 2011 và mang về cho tác giả Diane Warren giải Quả cầu vàng cho "Ca khúc trong phim hay nhất". Vào tháng 11 năm 2010, Cher được vinh dự in tay và chân trong khoảng sân trước Grauman's Chinese Theatre tại Hollywood. Năm kế đến, bà góp giọng cho nhân vật Janet trong phim hài Zookeeper. Dear Mom, Love Cher, một bộ phim tài liệu do Cher sản xuất về mẹ Georgia Holt, phát sóng trên kênh Lifetime vào tháng 5 năm 2013.

### 2013–nay: Trở lại âm nhạc, lưu diễn và dự án Broadway

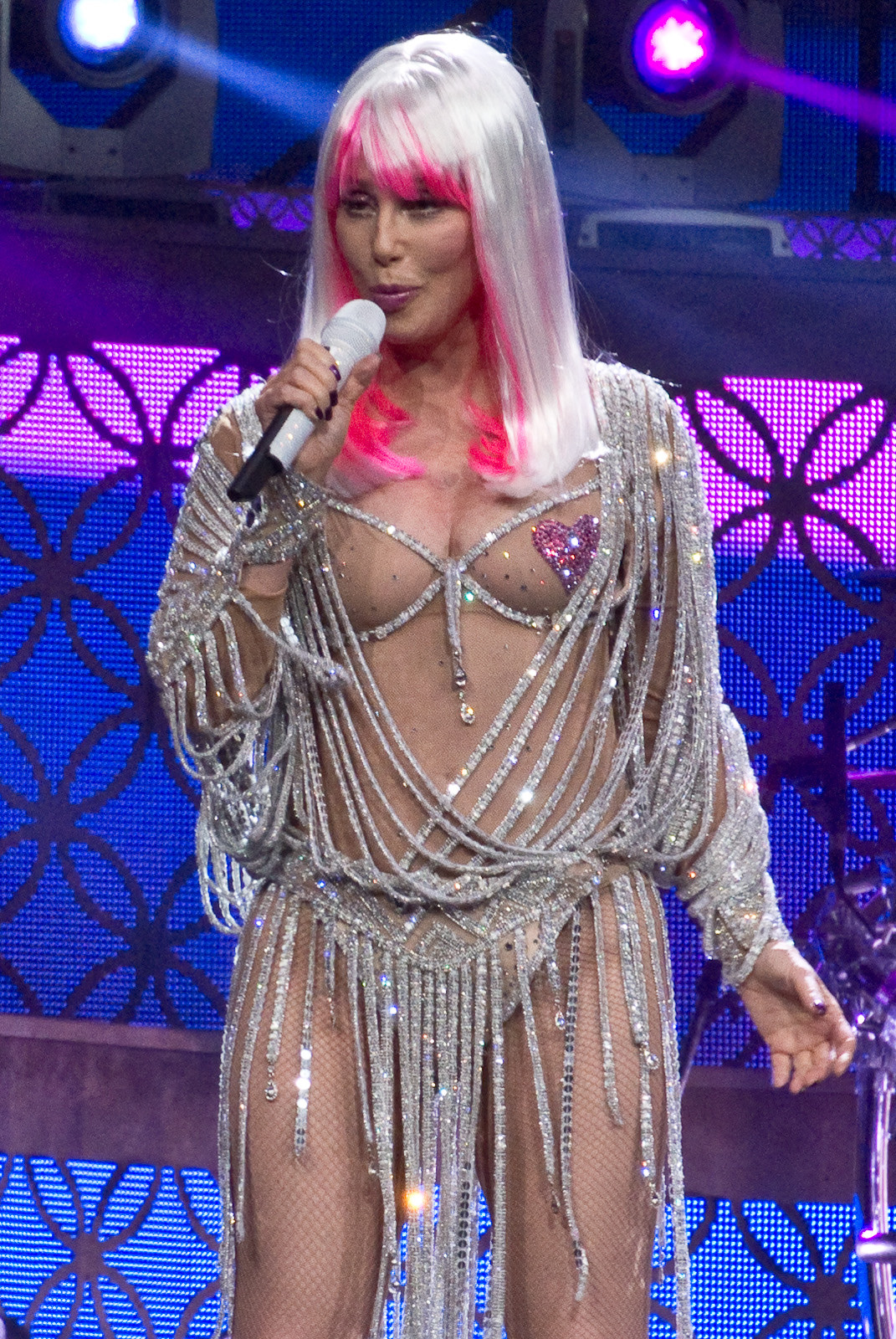
Cher trình diễn trong Dressed to Kill Tour, 2014

Album phòng thu thứ 25, Closer to the Truth (2013), cũng là album đầu tiên của Cher kể từ Living Proof (2001), mở đầu tại vị trí thứ 3 trên Billboard 200 vào tháng 10 năm 2013, thứ hạng cao nhất của bà trên bảng xếp hạng này cho đến nay. Album nhận được nhiều phản hồi tích cực; Michael Andor Brodeur từ The Boston Globe đánh giá "ở tuổi 67, Cher mang âm thanh thuyết phục hơn J-Lo hay Madonna tại các 'hộp đêm'". Cher trình làng đĩa đơn đầu tiên "Woman's World" trong vòng chung kết mùa 4 của chương trình tìm kiếm tài năng The Voice, lần trình diễn trực tiếp truyền hình đầu tiên của bà trong hơn một thập kỷ. Bà sau đó tham gia làm cố vấn cho đội huấn luyện viên Blake Shelton trong mùa 5 của chương trình này.
Vào ngày 30 tháng 6 năm 2013, Cher dẫn đầu chương trình kỷ niệm ngày vì người đồng tính thường niên Dance on the Pier, trở thành sự kiện đầu tiên bán cháy vé trong 5 năm. Vào tháng 11 năm 2013, Cher tham gia làm khách mời và ban giám khảo trong đêm thi tri ân ân đến bà mùa thứ 17 Dancing with the Stars. Bà mở đầu Dressed to Kill Tour vào tháng 3 năm 2014, sau một thập kỷ thông báo về "chuyến lưu diễn từ biệt". Chặng đầu tiên của chương trình, bao gồm 49 đêm nhạc cháy vé tại Bắc Mỹ, mang về 54.9 triệu đô-la Mỹ. Vào tháng 11 năm 2014, bà hủy bỏ toàn bộ những đêm hòa nhạc còn lại do nhiễm trùng ảnh hưởng đến thận.
Vào ngày 7 tháng 5 năm 2014, Cher xác nhận hợp tác trong album Once Upon a Time in Shaolin của ban nhạc hip-hop Wu-Tang Clan. Bà được ghi nhận với nghệ danh từng sử dụng trong những đĩa thu âm đầu tiên vào năm 1964, Bonnie Jo Mason. Album này chỉ phát hành duy nhất một bản và được bán trong buổi đấu giá trực tuyến vào tháng 11 năm 2015. Sau khi xuất hiện trong tư cách khách mời của Marc Jacobs tại Met Gala 2015, Cher tiếp tục tạo mẫu trong chiến dịch quảng bá thu đông cho thương hiệu của ông. Nhà thiết kế chia sẻ "Đây là ước mơ từ rất, rất lâu của tôi"
Cher lần đầu thông báo kế hoạch về một vở nhạc kịch Broadway kể về cuộc đời và âm nhạc của bà vào tháng 6 năm 2012. Vào thời điểm trên, bà tiết lộ rằng chương trình sẽ có 3 diễn viên thủ vai bà theo nhiều giai đoạn trong cuộc đời. Bà còn tiết lộ mong muốn vào vai chính mình trong giai đoạn thứ 4, như một hình tượng chín chắn trước những phiên bản khác. Đến năm 2015, bà vẫn còn thực hiện dự án này, với sự giúp đỡ của tác giả Rick Elice trong phần kịch bản. Cuối năm 2016, Jason Moore ký hợp đồng đạo diễn, trong khi Flody Suarez và Jeffrey Seller đảm nhận sản xuất. Mang tên The Cher Show, chương trình được dự kiến sản xuất tại thành phố New York từ ngày 2–14 tháng 1 năm 2017. Classic Cher, một loạt đêm diễn hợp tác với AEG Live, chứng kiến Cher trình bày trong 30 đêm hòa nhạc tại tòa nhà mới Park Theater at Monte Carlo Resort and Casino và The Theater at MGM National Harbor. Chương trình mở màn ngày 8 tháng 2 năm 2017.

## Phong cách nghệ thuật

### Âm nhạc
- Trục trặc khi nghe? Xem hướng dẫn.

Cher thể hiện nhiều phong cách âm nhạc khác nhau, bao gồm folk rock, pop rock, power ballad, disco, new wave, rock, punk rock, arena rock và hip hop; bà phát biểu mình "luôn muốn làm mới bản thân và thực hiện những điều gây ấn tượng". Âm nhạc của bà thường mang các chủ đề về tình yêu tan vỡ, sự tự lập và ca ngợi phụ nữ; theo Judy Wieder của tạp chí Out, bằng âm nhạc của mình, Cher đã trở thành "một biểu tượng đau buồn của người phụ nữ dứt khoát độc thân nhưng vẫn mạnh mẽ". Phill Marder từ Goldmine gọi sự lựa chọn bài hát "gần như hoàn hảo" của Cher là yếu tố giúp bà trở thành một ca sĩ nhạc rock nổi tiếng; trong sự nghiệp đơn ca, hầu hết các bài hát đều do Cher lựa chọn từ sáng tác của những tác giả độc lập, thay vì được chắp bút và trình bày cùng Sonny Bono trước đây. Not.com.mercial (2000), album đầu tiên do chính bà tự sáng tác, mang "cảm giác ca sĩ tự sáng tác vào thập niên 1970" và chứng tỏ "Cher thông thạo trong vai trò dẫn dắt câu chuyện", theo Jose F. Promis của AllMusic.
Robert Hilburn từ Los Angeles Times có viết, "Có rất nhiều đĩa thu âm vĩ đại của nữ ca sĩ từ thuở đầu dòng nhạc rock... Tuy vậy, không có sản phẩm nào phản ánh được quyền thế và sức mạnh mà chúng ta liên kết cùng rock 'n' roll ngày nay như những bài hát thành công mấu chốt [của Cher]. Một vài trong số những bài hát thời sơ khai của Cher có đề cập đến những vấn đề hiếm hoi trong văn hóa âm nhạc Mỹ như ly hôn, mại dâm, phân biệt chủng tộc và mang thai ngoài ý muốn hoặc ở tuổi vị thành niên. Theo Joe Viglione của AllMusic, đĩa đơn "The Way of Love" năm 1972 của bà nhắc đến "một người phụ nữ bày tỏ tình cảm với một người phụ nữ khác, hoặc một người phụ nữ nói lời yêu đến một người đồng tính nam mà cô ta động lòng" ("What will you do/When he sets you free/Just the way that you/Said good-bye to me"). Khả năng trình bày quãng giọng của cả nam lẫn nữ giúp bà trình diễn đơn ca những bài hát mang chủ đề lưỡng tính hoặc trung lập về giới tính.

### Giọng hát
- Trục trặc khi nghe? Xem hướng dẫn.

Cher sở hữu chất giọng contralto, được tác giả Nicholas E. Tawa mô tả "táo bạo, sâu sắc cùng giọng vibrato vững chắc". Ann Powers từ The New York Times gọi đây là "một chất giọng rock tinh túy: tinh khiết, kỳ quặc, một phương tiện hoàn hảo để quảng bá cá tính." Bruce Eder của AllMusic viết rằng chất giọng "cường điệu và đam mê phi thường" của Cher cùng "khả năng hòa quyện với kỹ năng diễn xuất của bà" có thể mang đến "một trải nghiệm vô cùng mạnh mẽ đến người nghe", mặc cho quãng giọng có hạn của bà. Paul Simpson trong quyển The Rough Guide to Cult Pop (2003) khẳng định "Cher [là] người sở hữu một trong những giọng hát khàn độc nhất dòng nhạc pop... có thể làm nên điều kỳ diệu với thể loại phù hợp do một nhà sản xuất đúng đắn chỉ đạo". Ông cũng diễn giải thêm: "bà ấy nhả chữ... với sự tự tin nhiều đến nỗi bạn có thể nghĩ rằng bà đang truyền đạt một sự thật bất diệt về nhân loại".
Viết về âm nhạc của Cher vào thập niên 1960, Robert Hilburn của Los Angeles Times khẳng định "Rock sau này gặp may mắn với sự cảm thán nhạc blue đầy kinh ngạc của Janis Joplin cuối thập niên 60 và sức thơ ca mộc mạc của Patti Smith vào giữa thập niên 70. Thế nhưng chưa ai đạt đến độ thuần khiết và hấp dẫn như Cher". Ngược lại, giọng ca trình diễn của bà vào thập niên 1970 được Eder mô tả "cường điệu, vô cùng mãnh liệt... [và] gần như 'diễn' trong lúc hát". Lần đầu xuất hiện trong bản thu âm Black Rose vào năm 1980, Cher thể hiện giọng ca sắc bén và hung hăng hơn trong các album mang thể loại hard rock, với hình ảnh gợi cảm tự tin. Trong album It's a Man's World (1995), bà kiếm chế giọng hát và trình bày ở quãng giọng cao hơn. Bài hát "Believe" năm 1998 mang hiệu ứng giọng điện tử, là bản thu âm thương mại đầu tiên xuất hiện phương pháp Auto-Tune—một dạng xử lý âm thanh được sáng chế nhằm che giấu hoặc chỉnh lại lỗi trong giọng hát thu âm—như một hiệu ứng sáng tạo có chủ ý. Sau thành công của bài hát, kỹ thuật này được biết đến như "hiệu ứng Cher" và xuất hiện rộng rãi trong âm nhạc đại chúng. Cher tiếp tục sử dụng Auto-Tune trong các album Living Proof (2001) và Closer to the Truth (2013).

### Phim ảnh, video âm nhạc và trình diễn trực tiếp

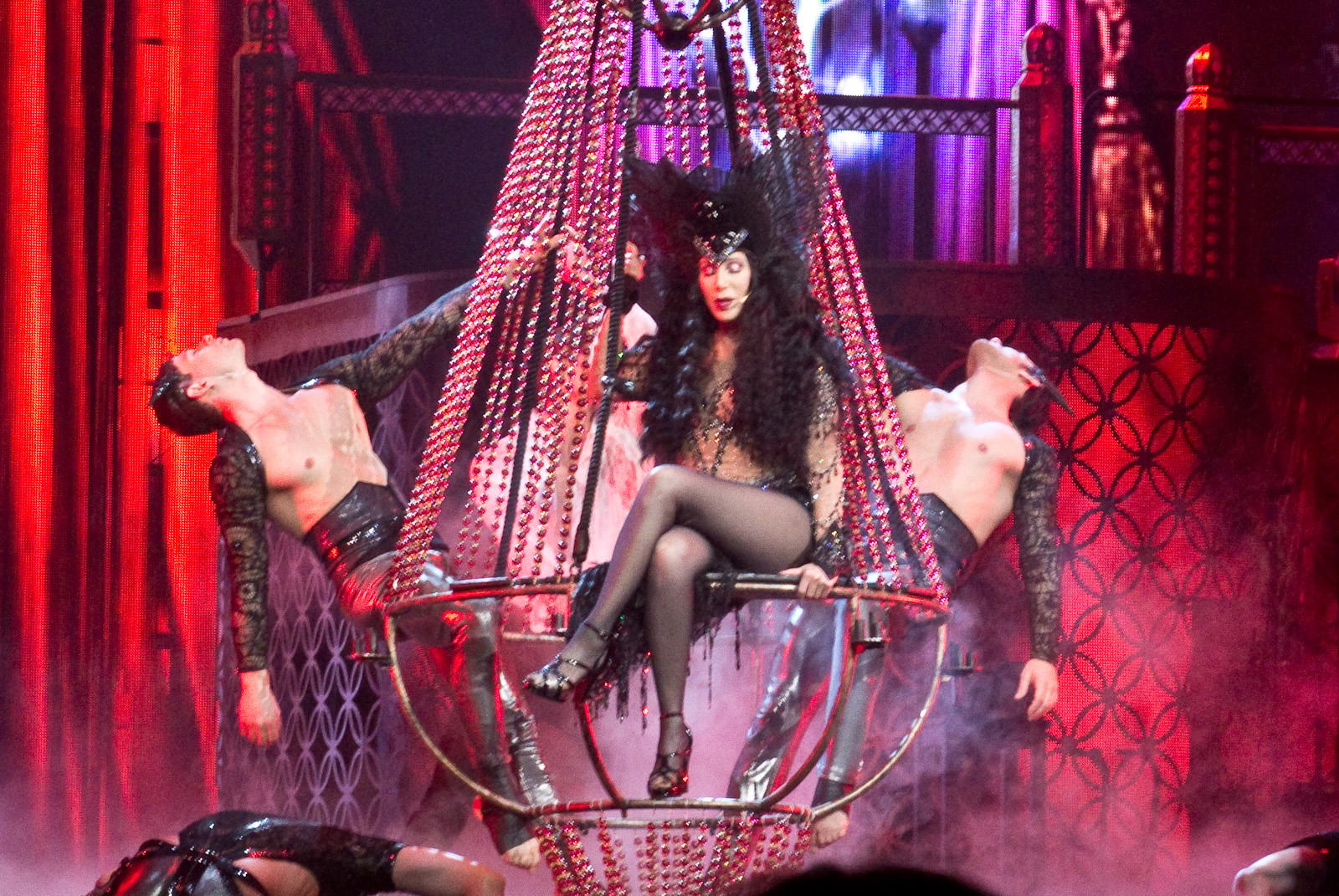
Cher trình diễn trong Dressed to Kill Tour, 2014

Trong cuốn Working Girls: Gender and Sexuality in Popular Cinema (2002), tác giả Yvonne Tasker cho rằng các vai diễn của Cher phản chiếu nên hình tượng công chúng của bà như một người phụ nữ bất cần, tình dục tự chủ và tự lập. Trong các bộ phim của mình, Cher vào vai trung gian xã hội của những nhân vật nam bị giam cầm, như nạn nhân mắc chứng chân voi của Eric Stoltz trong Mask (1985), người cựu chiến binh bị câm vô gia cư của Liam Neeson trong Suspect (1987) và thợ làm bánh bị cô lập với một bàn tay giả của Nicolas Cage trong Moonstruck (1987). Nhà phê bình điện ảnh Kathleen Rowe cho rằng Cher vào vai trong Moonstruck như "một 'người phụ nữ nắm quyền' cùng tính cách ngang bướng của một ngôi sao mà Cher thêm vào nhân vật". Jeff Yarbrough of The Advocate chú ý rằng Cher là "một trong những siêu sao đầu tiên 'vào vai đồng tính' cùng lòng trắc ẩn mà không mang lại cảm giác rập khuôn", khi nhận vai diễn đồng tính nữ trong bộ phim Silkwood năm 1983.
Hình tượng công chúng của Cher còn ảnh hưởng đến nhiều video âm nhạc và màn trình diễn trực tiếp của bà, khi Tasker viết rằng bà "thường xuyên bình luận trên xây dựng của chính mình, trên quá trình tìm kiếm sự hoàn mỹ và trình diễn cơ thể phụ nữ của bà". Khác với những video âm nhạc và dàn dựng sân khấu lúc bấy giờ, thường xuyên sử dụng vũ công nữ phụ họa cho màn trình diễn, Cher sử dụng một vũ công nam hóa trang thành bà trong video concert Cher at the Mirage năm 1992; tác giả Diane Negra có viết "Cher thừa nhận bản thân như một sản phẩm hư cấu và mang đến cho khán giả sự thỏa mãn rộng rãi." James Sullivan của San Francisco Chronicle ghi nhận "Cher biết rõ sự quyến rũ linh hoạt của bà giúp dàn dựng sân khấu theo kỷ nguyên rộng lớn và lộng lẫy như hiện nay. Bà đủ rộng lượng xem những mô phỏng sau này như một sự tâng bốc, hơn là bắt chước."
Cher xếp thứ 17 trong danh sách "50 người phụ nữ vĩ đại nhất kỷ nguyên video" của VH1. Video "Hell on Wheels" vào năm 1980 có sử dụng nhiều kỹ thuật làm phim và là một trong những video âm nhạc xuất hiện đầu tiên. Với cảnh Cher trình diễn trên Tàu hải quân, đứng giữa một khẩu pháo và mặc một chiếc quần dây để lộ hình xăm ở vòng ba, video "If I Could Turn Back Time" gây nhiều tranh cãi của Cher là video đầu tiên bị hệ thống MTV cấm phát sóng.

## Hình tượng công chúng

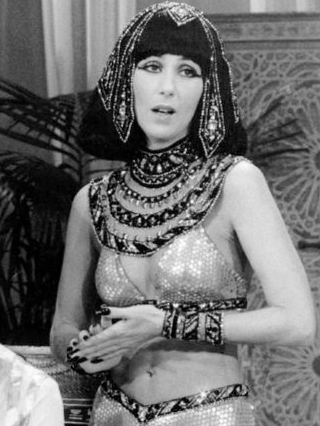
Cher mặc áo hở bụng trong một tiểu phẩm opera Ai Cập của chương trình The Sonny and Cher Show, 1977

Cher xuất hiện như một nhà tiên phong trong thời trang vào thập niên 1960, phổ biến hóa "dòng thời trang hippie với quần ống loe, khăn trùm đầu và áo chẽn mang phong cách Cherokee". Bà bắt đầu làm người mẫu vào năm 1967 cho nhiếp ảnh gia Richard Avedon, biên tập viên của tạp chí Vogue Diana Vreeland tìm thấy bà ở một bữa tiệc của Jacqueline Kennedy vào năm đó. Avedon chụp tấm ảnh nổi tiếng của Cher trong chiếc đầm màu da đính cườm và lông vũ cho bìa tạp chí Time vào năm 1975. Trong nhiều chương trình truyền hình vào thập niên 1970, bà trở thành một biểu tượng gợi cảm với những trang phục sáng tạo và quyến rũ do Bob Mackie thiết kế, trong khi phải đấu tranh để được mặc những bộ áo hở bụng lên sóng truyền hình. Dù thường bị nhầm lẫn là người phụ nữ đầu tiên để lộ rốn trên truyền hình, Cher vẫn là người đáng chú ý nhất thực hiện điều này kể từ khi cục Code of Practices for Television Broadcasters (Quản lý phát sóng truyền hình) Hoa Kỳ thành lập vào năm 1951, có điều lệ cấm lộ rốn trên sóng truyền hình Mỹ. People gọi Cher là "nhà tiên phong trong vẻ đẹp của vùng bụng". Vào năm 1972, sau khi bà xuất hiện trong danh sách "Người phụ nữ ăn mặc đẹp nhất" thường niên, Mackie khẳng định: "Chưa từng có cô gái nào như Cher kể từ [Marlene] Dietrich và [Greta] Garbo. Bà là ngôi sao của thời trang cao cấp, gây ảnh hưởng đến mọi người ở tất cả mọi độ tuổi."
Vào tháng 5 năm 1999, sau khi Hiệp hội thiết kế thời trang Hoa Kỳ vinh danh Cher bằng một giải thưởng cho tầm ảnh hưởng của bà đến thời trang, Robin Givhan của Los Angeles Times gọi bà là "nhà tiên phong của thời trang". Givhan còn nhắc đến Tom Ford, Anna Sui và Dolce & Gabbana như "những nhà tạo mẫu tài năng đã gây cảm hứng và khơi dậy tên tuổi của bà." Givhan kết luận "cá tính khêu gợi như một cô gái bản địa Mỹ của Cher giờ đây dường như tóm lược cả cơn sốt tôn vinh sắc tộc, trang sức và nét gợi cảm của ngành công nghiệp thời trang." Alexander Fury của The Independent khen ngợi Cher như là "biểu tượng tối hậu của thời trang" và ảnh hưởng của bà tới nhiều ngôi sao nữ khác như Beyoncé, Jennifer Lopez và Kim Kardashian.
Cher thu hút chú ý của giới truyền thông bằng hình thể của mình—đặc biệt là vẻ ngoài trẻ trung và những hình xăm của bà. Cánh nhà báo thường gọi bà là "cô gái nổi tiếng" nhờ giải phẫu thẩm mỹ. Tác giả Grant McCracken, trong cuốn Transformations: Identity Construction in Contemporary Culture (2008), có nhắc đến những cuộc chỉnh sửa thẩm mỹ và sự tiến hóa trong sự nghiệp của bà: "Giải phẫu thẩm mỹ của bà không chỉ liên quan đến làm đẹp. Nó còn mang tính cường điệu, cực đoan và thổi phồng ... Cher từ đó gắn liền với công nghệ chuyển đổi đầy kịch tính và không thể phục hồi." Caroline Ramazanoglu, tác giả của Up Against Foucault: Explorations of Some Tensions Between Foucault and Feminism (1993), viết rằng "Những cuộc giải phẫu của Cher dần thay thế diện mạo mạnh mẽ, mang bản sắc dứt khoát sang một phiên bản của nét đẹp cân xứng, tinh thế, thông thường và mãi trẻ trung ... Hình ảnh bình thường hóa của bà ... giờ đây hệt như một tiêu chuẩn trước những người phụ nữ thường đo lường, đánh giá, kỷ luật và 'chấn chỉnh' bản thân mình."
Cher có 6 hình xăm. The Baltimore Sun gọi bà là "Ms. Original Rose Tattoo". Bà có hình xăm đầu tiên vào năm 1972. Theo Sonny Bono, "Không nhắc đến những hình xăm bướm của bà ấy giống như làm ngơ một cơn bão cát ở Mojave vậy. Đó chính là hiệu ứng mà Cher muốn thực hiện. Bà muốn làm những điều gây ấn tượng mạnh. Bà ấy vẫn còn thực hiện đó thôi. Bà ấy sẽ tạo nên một vụ ầm ĩ và buộc cánh phê bình phải nhớ đến nó." Cuối thập niên 1990, bà bắt đầu điều trị laser để xóa nhiều hình xăm. Quá trình này vẫn diễn ra trong suốt thập niên 2000. Bà khẳng định, "Khi tôi có hình xăm, chỉ có những cô gái hư hỏng mới làm chuyện đó: tôi và Janis Joplin và những cô nàng chạy xe đua. Giờ thì nó chẳng còn ý nghĩa gì nữa rồi. Chẳng ai bất ngờ cả." Vào năm 1992, viện bảo tàng tượng sáp Madame Tussauds vinh danh Cher là một trong 5 "người phụ nữ đẹp nhất lịch sử" cùng một bức tượng mang kích cỡ bằng người thật. Bà xếp hạng thứ 26 trong danh sách "100 nghệ sĩ gợi cảm nhất" của VH1, xuất bản năm 2002.
Nhiều nhà báo phân tích sự xuất hiện của Cher trên phương tiện truyền thông. Tác giả Jenna Wortham của The New York Times khen ngợi việc sử dụng mạng xã hội của Cher, "Hầu hết trang mạng xã hội của người nổi tiếng thường mang tính tự ý thức và gây nhiều chú ý... Theo cách của mình, Cher lại trở nên khác biệt... Cher phát triển một phiên bản trần trụi và trung thực hiếm thấy trước mắt dư luận." Monica Heisey từ The Guardian gọi tài khoản Twitter của Cher là "viên đá quý trên chiếc vương miện kỳ lạ của internet" và khẳng định, "Trong khi nhiều người nổi tiếng sử dụng Twitter để kỳ công tự quảng bá, Cher lại dùng một cách thong thả."

## Hoạt động khác

### Từ thiện

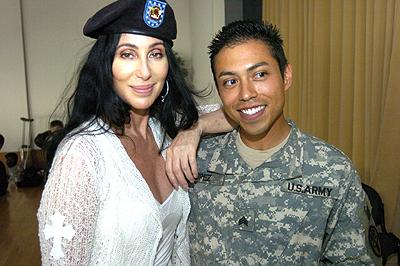
Cher đến thăm Landstuhl Regional Medical Center, Đức vào ngày 12 tháng 7 năm 2006, nơi giúp đỡ quân lính Mỹ bị thương khi phục vụ tại Afghanistan và Iraq

Các nỗ lực từ thiện chính của Cher bao gồm hỗ trợ nghiên cứu y tế và chất lượng cuộc sống của bệnh nhân, sáng kiến chống đói nghèo, quyền lợi của cựu chiến binh và trẻ em. Quỹ từ thiện Cher ủng hộ những dự án quốc tế như Intrepid Fallen Heroes Fund, Operation Helmet và Children's Craniofacial Association.

#### Trẻ em
Từ năm 1990, Cher là nhà tài trợ kiêm Chủ tịch Quốc gia và Đại sứ Danh dự cho Hiệp hội Xương sọ mặt trẻ em (Children's Craniofacial Association), với mục tiêu "tôn vinh và đem lại hy vọng cho những trẻ em bị dị tật khuôn mặt và gia đình của chúng". Chương trình Cher's Family Retreat diễn ra vào tháng 6 hàng năm, giúp các bệnh nhân về sọ và mặt cùng anh chị em và cha mẹ của họ có cơ hội tương tác cùng nhau. Bà ủng hộ và quảng bá cho tổ chức Get A-Head Charitable Trust, mang mục đích cải thiện chất lượng cuộc sống của những người mang dị tật ở đầu và cổ.
Cher là nhà tài trợ, quyên góp và đại sứ quốc tế cho Keep a Child Alive, một tổ chức thúc đẩy hành động chống lại căn bệnh thế kỷ AIDS, bao gồm cung cấp thuốc kháng virus cho trẻ em và gia đình nhiễm HIV/AIDS. Vào năm 1996, bà chủ trì Quỹ nghiên cứu AIDS Mỹ (amfAR) cùng Elizabeth Taylor tại Liên hoan phim Cannes. Vào năm 2015, bà nhận giải amfAR cho "sự tự nguyện và khả năng sử dụng danh tiếng cho những mục đích tốt hơn" và tôn vinh bà là "một trong những nhà chiến thắng trong cuộc chiến đấu với căn bệnh AIDS".
Vào năm 2007, bà trở thành nhà ủng hộ chính của Trường Peace Village (PVS) tại Ukunda, Kenya, nơi "cung cấp thức ăn dinh dưỡng, chăm sóc y tế, giáo dục và các hoạt động ngoại khóa cho hơn 300 trẻ em cơ nhỡ, tuổi từ 2 đến 13." Sự ủng hộ của bà giúp ngôi trường có nơi xây dựng nhà kiên cố và trường học cơ sở, trong khi hợp tác với Malaria No More cùng nhiều tổ chức khác, bà dẫn đầu công tác ngăn chặn bệnh sốt rét cho trẻ em, người chăm sóc và xã hội xung quanh.

#### Binh lính và cựu chiến binh
Cher còn lên tiếng ủng hộ lính và cựu chiến binh Mỹ. Bà đóng góp tài nguyên đến Operation Helmet, một tổ chức cung cấp bộ dụng cụ nâng cấp mũ bảo hiểm cho Thiếu đoàn Hoa Kỳ tại Iraq và Afghanistan. Bà còn quyên góp cho Quỹ Intrepid Fallen Heroes, phục vụ cho lính bị thương và tàn tật tại Iraq và Afghanistan. Vào năm 1993, bà tham gia một chiến dịch nhân đạo tại Armenia, chu cấp thức ăn và hỗ trợ y tế đến những vùng bị chiến tranh tàn phá.

#### Giảm nghèo
Cher còn tham gia xây dựng nhiều căn nhà cho chiến dịch Habitat for Humanity và là Chủ tịch danh dự Quốc gia cho dự án "Raise the Roof", một hoạt động gắn kết nghệ sĩ đến các công tác xã hội trong lúc lưu diễn.

#### Môi trường
Vào năm 2016, sau khi phát hiện nguồn nước tại Flint, Michigan bị nhiễm độc chì, Cher đã quyên góp hơn 100.000 chai nước sạch đến thành phố này như sự hợp tác cùng Icelandic Glacial.

#### Quyền LGBT
Đứa con cả của Cher, Chaz Bono (tên khai sinh là Chastity Bono), lần đầu công khai là người đồng tính nữ năm 17 tuổi, khiến bà cảm thấy "tội lỗi, sợ hãi và đau đớn". Dù vậy, Cher sau đó nhanh chóng chấp nhận xu hướng tính dục của Chaz và đi đến kết luận rằng người LGBT "không có cùng quyền lợi như những người khác [và bà] nghĩ điều đó là không công bằng". Bà là xướng ngôn viên chủ chốt trong sự kiện Parents, Families, & Friends of Lesbians and Gays (PFLAG) năm 1997 và từ đó trở thành một trong những tiếng nói ủng hộ của cộng đồng LGBT. Vào năm 1998, bà nhận giải GLAAD Vanguard Award vì "tạo được sự khác biệt đáng kể trong quảng bá quyền bình đẳng cho người đồng tính nam và nữ". Vào ngày 11 tháng 6 năm 2009, Chaz công khai mình là người chuyển giới và hoàn thành việc chuyển đổi giới tính từ nữ sang nam vào ngày 6 tháng 5 năm 2010.

### Chính trị

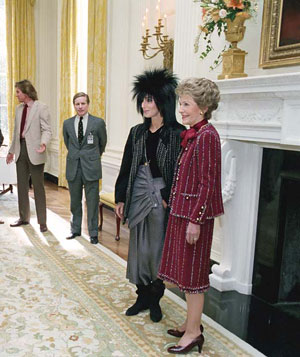
Cher cùng cựu đệ nhất phu nhân Nancy Reagan tại Nhà Trắng vào năm 1985

Dù từng khẳng định mình không theo Đảng Dân chủ, Cher vẫn tham dự nhiều hội nghị và sự kiện của họ. Suốt nhiều năm, bà gây nhiều chú ý bởi quan điểm chính trị của mình, thẳng thắn chỉ trích chủ nghĩa bảo thủ xã hội. Trong một cuộc phỏng vấn cùng Vanity Fair, bà tỏ thái độ gay gắt trước hàng loạt chủ đề liên quan đến chính trị, bao gồm các chính trị gia Đảng Cộng hòa như Sarah Palin và Jan Brewer. Bà chia sẻ mình không hiểu tại sao lại có người bầu chọn Đảng Cộng hòa, vì 8 năm dưới sự điều hành của George W. Bush "suýt giết chết [bà]". Trong cuộc bầu cử Tổng thống Hoa Kỳ năm 2000, ABC News báo cáo rằng bà dự định làm "mọi thứ có thể để giữ [Bush] khỏi văn phòng làm việc". Bà chia sẻ, "Nếu bạn là người da màu tại quốc gia này, nếu bạn là một người phụ nữ hay thuộc bất cứ dân tộc thiểu số nào tại lãnh thổ này, điều gì lại khiến bạn phải chọn bầu cho Đảng cộng hòa? ... Bạn không còn quyền hạn nào dưới tay của họ đâu." Bà nói thêm, "Tôi không ưa gì Bush. Tôi không tin tưởng ông ta. Tôi chẳng hứng thú đến hồ sơ của ông ấy. Hắn ta thật ngớ ngẩn. Hắn là một tên lười nhác."
Vào ngày 27 tháng 10 năm 2003, Cher bí mật gọi đến chương trình đàm thoại C-SPAN để thuật lại một chuyến đi đến thăm các thương binh tại Walter Reed Army Medical Center và chỉ trích sự thờ ơ của giới truyền thông và chính quyền trước các liệt sĩ. Dù tự xưng là một nhà giải trí vô danh, chủ trì của C-SPAN đã nhận ra bà, người sau đó hỏi bà về sự giúp đỡ cho ứng cử viên tổng thống độc lập Ross Perot vào năm 1992. Bà chia sẻ, "Khi vừa nghe phát biểu, tôi nghĩ ông ấy có thể bàn đến những câu chuyện thông thường và ít mang tính bè phái hơn, thế nhưng sau đó ... tôi và mọi người hoàn toàn thất vọng khi ông ấy dường như chỉ đề cập một cách qua loa mà không ai hiểu vì sao ... Có thể ông ấy không thể chịu nổi những sự soi mói diễn ra hiện nay".
Trong tuần lễ ngày Chiến sĩ trận vong năm 2006, Cher liên lạc đến Washington Journal của C-SPAN để ủng hộ Operation Helmet, một nhóm cung cấp mũ bảo hiểm để giúp đỡ binh lính trong khu vực chiến tranh. Vào ngày 14 tháng 6 năm 2006, bà xuất hiện với tư cách khách mời trên C-SPAN cùng Dr. Bob Meaders, nhà sáng lập nên Operation Helmet. Năm đó, trong một bài phỏng vấn cùng Stars and Stripes, bà giải thích mình "không ủng hộ chiến tranh tại Irag", nhưng ở vị trí của Quân đoàn: "Tôi không muốn vì cuộc chiến này mà ủng hộ Quân đoàn vì những người đàn ông và phụ nữ này đang thực hiện những gì mà họ cho là đúng. Họ làm những gì mình được chỉ bảo. Họ thực hiện bằng một trái tim ấm áp. Họ làm những gì mình có thể. Họ không đòi hỏi bất cứ điều gì."
Cher ủng hộ Hillary Clinton trong chiến dịch bầu cử Tổng thống năm 2008. Sau khi Obama giành được 
đề cử của đảng Dân chủ, bà ủng hộ cuộc tranh cử của ông trên sóng phát thanh và truyền hình. Dù vậy, trong cuộc phỏng vấn năm 2010 cùng Vanity Fair, bà chia sẻ mình "vẫn nghĩ Hillary có thể làm tốt hơn," dù bà "chấp nhận sự thật rằng Barack Obama gặp phải những vấn đề không thể khắc phục". Trong cuộc bầu cử tổng thống Hoa Kỳ năm 2012, Cher cùng diễn viên hài Kathy Griffin phát hành một thông báo tuyên truyền mang tên "Don't Let Mitt Turn Back Time on Women's Rights", chỉ trích ứng cử viên Tổng thống Đảng Cộng hòa Mitt Romney vì sự ủng hộ của ông đến ứng cử viên Thượng viện Hoa Kỳ Richard Mourdock, người cho rằng việc mang thai từ những vụ cưỡng dâm là "một phần trong kế hoạch của Chúa". Vào tháng 9 năm 2013, Cher từ chối lời mời trình diễn tại lễ khai mạc Thế vận hội Mùa đông 2014 tại Nga vì luật bài trừ đồng tính luyến ái gây tranh cãi của quốc gia này trước thềm sự kiện. Vào tháng 6 năm 2015, sau khi Donald Trump thông báo ứng cử cho chức Tổng thống, bà đăng tải hàng loạt ý kiến chỉ trích trên Twitter, khẳng định "Hình phạt của Donald Trump chính là trở thành Donald Trump".

## Di sản và ảnh hưởng

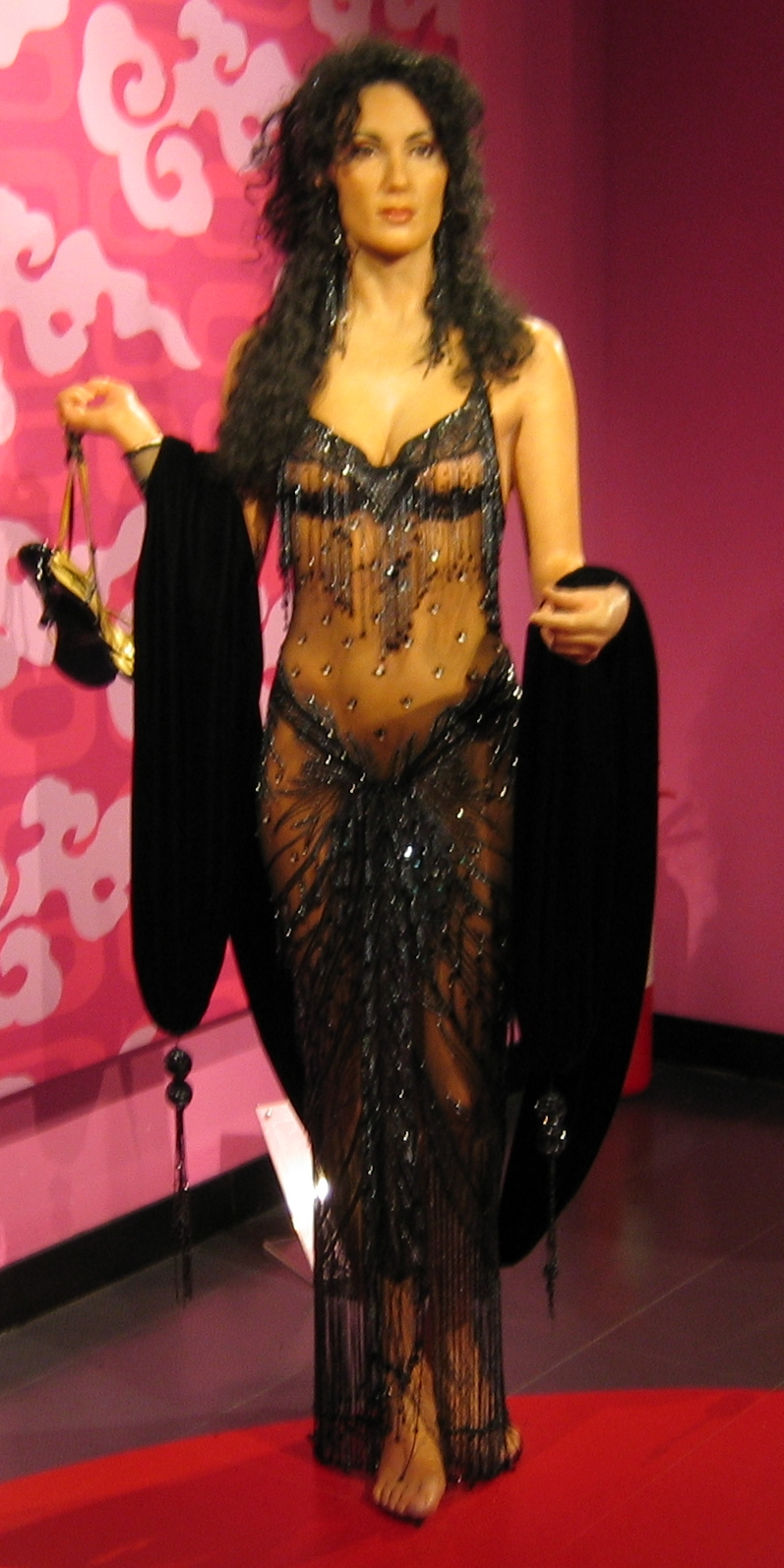
Bức tượng sáp của Cher khi đang mặc trang phục đến dự lễ trao giải Oscar lần thứ 60 vào năm 1988

Theo Phill Marder của tạp chí Goldmine, Cher "vẫn là một trong những hình tượng chiếm ưu thế nhất kỷ nguyên Rock ngày nay". Ông mô tả bà là người dẫn đầu trong việc "thúc đẩy sự nổi loạn của nữ giới trong thế giới rock [và] hình tượng nữ ngôi sao nhạc rock, thiết lập nên tiêu chuẩn cho vẻ đẹp, từ những ngày hippie ban đầu đến các trang phục kỳ quặc sau này, và cả thái độ của bà—là hình mẫu nữ nhạc punk hoàn hảo ngay cả khi punk còn chưa được xem là một phần của rock." Những trang phục độc đáo của Cher cùng thái độ nổi trội của bà so với đồng nghiệp Sonny Bono đã ảnh hưởng đến sự hiện diện của phụ nữ trong dòng nhạc rock, gây cảm hứng cho nhiều ca sĩ đương đại như Marianne Faithfull và Nancy Sinatra. Theo Jeff Miers từ The Buffalo News, "Âm nhạc của bà đã biến đổi theo nhiều thập kỷ, hơn là thay đổi cùng những tác phẩm hoành tráng trong ngần ấy thời gian"; dù vậy, ông cảm thấy nhiều nữ ca sĩ như Cyndi Lauper, Christina Aguilera, Lady Gaga và Madonna, những người mà ông gọi là "thế hệ sau này của Cher", bị tác động một cách sâu sắc từ khả năng kết hợp "hình tượng cá nhân với âm nhạc sâu đậm... để tạo nên tiếng nói vững vàng cùng nhiều thành ngữ theo xu hướng đa dạng... làm dịu đi những tiểu thể loại khác của pop [và] gây sốc người hâm mộ một cách vừa phải", cũng như sức lôi cuốn của bà trên sân khấu và sự ủng hộ LGBT trong cộng đồng người hâm mộ. Giới truyền thông thường gọi bà là "Nữ thần nhạc Pop".
Cher liên tục biến hóa bản thân thông qua nhiều tính cách, được Giáo sư Richard Aquila từ Ball State University gọi là "chú tắc kè tối hậu của dòng nhạc pop". The New York Times khẳng định Cher là "Bà hoàng của sự trở lại". Theo cây bút Lucy O'Brien, "Cher là Giấc mơ Mỹ của sự cải tạo bản thân: 'Trở nên già đi không có nghĩa là trở nên lạc hậu.'" Tác giả Craig Crawford trong cuốn The Politics of Life: 25 Rules for Survival in a Brutal and Manipulative World (2007) mô tả Cher là "hình tượng quản lý sự nghiệp linh hoạt" và liên kết sự nghiệp thành công của bà với sự biến hóa hình ảnh theo xu hướng khôn lường của văn hóa đại chúng. Theo Crawford, bà "biến mỗi sự chuyển hóa phong cách thành một ví dụ của sự phiến loạn—hình tượng giúp bà thận trọng thay đổi mà vẫn hiện diện một cách phù hợp." Loạt sách minh họa những câu chuyện truyền cảm hứng cho trẻ em Reaching Your Goals có đề cập đến "sự toàn vẹn" và "kiên trì" của Cher, nơi cuộc đời của bà được chi tiết nhấn mạnh vào sự quan trọng của tính tự hiện thực hóa: "Trong nhiều năm, Cher đã lao động vất vả để trở thành một ca sĩ thành công. Sau đó, bà phải kiên trì làm việc để trở thành một diễn viên. Ngay cả trong lúc cần nguồn lực tài chính, bà vẫn từ chối nhiều vai diễn không hợp với mình. Mục tiêu của bà luôn là trở thành một diễn viên giỏi, thay vì một người giàu có và nổi tiếng."
"Khả năng gầy dựng nên một sự nghiệp vô cùng thành công và lâu dài [của Cher] như một người phụ nữ trong thế giới giải trí do nam giới thống trị" gây nhiều chú ý đến nhiều nhà phê bình theo chủ nghĩa nữ quyền. Theo tác giả Diane Negra, Cher được giới thiệu vào khởi đầu sự nghiệp như một sản phẩm sáng tạo của nam giới; Cher nhớ lại, "Đó là lúc những nữ ca sĩ còn được xoa đầu khen ngoan và nói không với suy nghĩ". Dù vậy, hình tượng của bà sau cùng lại thay đổi vì "sự từ chối dựa dẫm vào đàn ông và sự quyết tâm—không chỉ tôi luyện nên một sự nghiệp điện ảnh cho riêng mình—mà còn khước từ những vai diễn rập khuôn dành cho phụ nữ trong một ngành công nghiệp tôn thờ nét thanh xuân kéo dài hơn 40 năm", theo cây bút Yvonne Tasker. Bà xuất hiện trên phiên bản kỷ niệm lần thứ 16 của tạp chí Ms. như một "người hùng đích thực của chủ nghĩa nữ quyền" và là hình mẫu của người phụ nữ trong thập niên 1980: "Cher, người mẹ đơn thân chân thành, đầy hình xăm và mắc chứng khó đọc, người giành giải Oscar đầu tiên bước chân vào con đường hôn nhân với chứng nghiện heroin công khai và tự nhận mình là một nạn nhân của thời trang, cuối cùng đã đến một kỷ nguyên mà người phụ nữ được khen ngợi một cách không ngần ngại." Theo Berman, lần chiến thắng giải Oscar vào năm 1988 của bà đánh dấu một thay đổi quan trọng trong Hollywood, khi Cher xuất hiện trong trang phục lộng lẫy, nhảy múa trên sân khấu và được hoan nghênh bởi sự gan dạ của mình. Stephanie Brush từ The New York Times viết rằng Cher "thúc đẩy những người phụ nữ yêu thích điện ảnh theo cách mà Jack Nicholson luôn thực hiện với đàn ông. Thoát khỏi cái bóng của một bông hồng nước Mỹ, bà trở thành người giới thiệu [phụ nữ] đến những mộng tưởng phục thù, chỉ bảo những tên đần ... đến đúng nơi mà họ cần. Bạn cần phải đẹp hơn thế để vượt qua thành công này. Bạn cần phải là Cher trong 40 năm ròng."
Lòng tôn kính Cher của cộng đồng người đồng tính đã góp phần tạo nên thành công trong sự nghiệp, phong cách và sự trường thọ của bà. Alec Mapa của The Advocate viết: "Trong lúc chúng ta đang ngon giấc, Cher đã làm sống dậy từng giấc mộng trẻ thơ của ta trong suốt 4 thập kỷ vừa qua ... Cher nêu lên sự tự do và dũng cảm không biện hộ mà chỉ vài người trong chúng ta có thể khao khát chạm đến." Jancee Dunn từ Rolling Stone gọi "Cher là người phụ nữ tuyệt vời nhất. Vì sao à? Vì châm ngôn của bà là 'Tôi chẳng quan tâm đến điều bạn nghĩ, tôi vẫn cứ đội bộ tóc giả nhiều màu này thôi.' Có nhiều người khắp nước Mỹ thật lòng muốn hẹn hò với người chỉ bằng nửa tuổi mình, có thật nhiều hình xăm và đội mũ lông. Cher đã thực hiện điều đó cho chúng ta." Alexander Fury của The Independent viết rằng Cher "đại diện cho nấc thang danh vọng dường như bất tử, toàn năng và đa dạng." Bego khẳng định: "Không một ai trong lịch sử ngành giải trí đạt đến cường độ và phạm vi như của Cher. Bà là một ngôi sao nhạc pop tuổi thiếu niên, người chủ trì truyền hình, người mẫu tạp chí thời trang, ngôi sao nhạc rock, ca sĩ nhạc pop, diễn viên sân khấu Broadway, ngôi sao điện ảnh giành giải Oscar, người gây nên hiện tượng disco và là chủ đề nổi bật của giới truyền thông."

## Thành tựu và công nhận
Trong xuyên suốt sự nghiệp, Cher đã bán hơn 200 triệu đĩa nhạc trên toàn cầu. Đến hiện tại, bà là nghệ sĩ duy nhất có đĩa đơn đạt quán quân trên bảng xếp hạng Billboard trong 6 thập kỷ, từ thập niên 1960 đến thập niên 2010. Bà còn giữ kỷ lục cho quãng thời gian có hai đĩa đơn quán quân Billboard Hot 100 Hoa Kỳ lâu nhất trong lịch sử: 33 năm, 7 tháng và 3 tuần; từ khi "I Got You Babe" lên ngôi dẫn đầu vào ngày 14 tháng 8 năm 1985 cho đến tuần cuối cùng "Believe" nằm ở vị trí cao nhất vào ngày 3 tháng 4 năm 1999. Cũng với "Believe", bà là nữ nghệ sĩ lớn tuổi nhất có bài hát đạt vị trí số 1 tại Hoa Kỳ trong kỷ nguyên rock, khi bà 52 tuổi. Billboard xếp bà ở vị trí thứ 43 trong danh sách "100 nghệ sĩ vĩ đại nhất". Năm 2014, tạp chí này xếp bà ở vị trí thứ 23 trong danh sách nghệ sĩ lưu diễn đạt doanh thu cao nhất kể từ năm 1990, với số tiền 351.6 triệu đô-la Mỹ và 4.5 triệu khán giả tham dự.
Vào năm 2003, Cher xuất hiện ở vị trí thứ 41 trong danh sách "200 biểu tượng văn hóa đại chúng vĩ đại nhất" của VH1, nơi công nhận "những nhân vật gây cảm hứng và ảnh hưởng đáng kể đến xã hội Mỹ". Bà xếp thứ 31 trong danh sách "100 người phụ nữ vĩ đại nhất trong âm nhạc", trong khoảng thời gian từ 1992–2012. Esquire liệt bà vào vị trí thứ 44 trong danh sách "75 người phụ nữ vĩ đại nhất". Trong một cuộc bầu chọn vào năm 2001, tạp chí Biography xếp bà ở vị trí thứ 3 trong danh sách những nữ diễn viên chính được yêu mến nhất mọi thời đại, đứng sau Audrey Hepburn và Katharine Hepburn. Bà góp mặt trong danh sách "100 ngôi sao điện ảnh vĩ đại nhất" của tạp chí People. Bà là một trong số ít nghệ sĩ giành được 3 trên 4 giải thưởng giải trí lớn của Hoa Kỳ (EGOT—Emmy, Grammy, Oscar và Tony); đồng thời là một trong 5 ca-nhạc sĩ duy nhất cùng lúc sở hữu một đĩa đơn quán quân tại Hoa Kỳ và một giải Oscar.

## Danh sách đĩa nhạc
- All I Really Want to Do (1965)
- The Sonny Side of Chér (1966)
- Chér (1966)
- With Love, Chér (1967)
- Backstage (1968)
- 3614 Jackson Highway (1969)
- Gypsys, Tramps & Thieves (1971)
- Foxy Lady (1972)
- Bittersweet White Light (1973)
- Half-Breed (1973)
- Dark Lady (1974)
- Stars (1975)
- I'd Rather Believe in You (1976)
- Cherished (1977)
- Take Me Home (1979)
- Prisoner (1979)
- I Paralyze (1982)
- Cher (1987)
- Heart of Stone (1989)
- Love Hurts (1991)
- It's a Man's World (1995)
- Believe (1998)
- Not.com.mercial (2000)
- Living Proof (2001)
- Closer to the Truth (2013)
- Dancing Queen (2018)
- Christmas (2023)

## Lưu diễn
- Cher World Tour (1979–82)
- Heart of Stone Tour (1990)
- Love Hurts Tour (1992)
- Do You Believe? (1999–2000)
- Living Proof: The Farewell Tour (2002 – 05)
- Cher (2008 – 11)
- Dressed to Kill Tour (2014)
- Classic Cher (2017 - 20)
- Here We Go Again Tour (2018 - 19)

## Sự nghiệp điện ảnh
- Good Times (1967)
- Chastity (1969)
- Come Back to the Five and Dime, Jimmy Dean, Jimmy Dean (1982)
- Silkwood (1983)
- Mask (1985)
- Suspect (1987)
- The Witches of Eastwick (1987)
- Moonstruck (1987)
- Mermaids (1990)
- The Player (1992)
- Prêt-à-Porter (1994)
- Faithful (1996)
- If These Walls Could Talk (1996)
- Tea with Mussolini (1999)
- Stuck on You (2003)
- Burlesque (2010)
- Zookeeper (2011)
- Mamma Mia: Here We Go Again (2018)